# Campionato del mondo di scacchi 2013
Il campionato del mondo di scacchi 2013 è stato un incontro tra l'allora detentore del titolo Viswanathan Anand e Magnus Carlsen, che aveva guadagnato il diritto di sfidarlo attraverso un torneo dei candidati ad otto giocatori. Si è svolto a Chennai, in India, dal 9 al 22 novembre 2013, giorno in cui la decima partita delle dodici previste è terminata patta e Carlsen, avendo raggiunto 6,5 punti, si è aggiudicato il match, diventando il nuovo campione del mondo.
La cerimonia di premiazione che ha concluso l'evento si è svolta il 25 novembre nel Hyatt Regency Hotel di Chennai, nella stessa sala dove si è svolto il match. Il presidente della FIDE, Kirsan Iljumžinov, ha incoronato Carlsen come nuovo campione del mondo, il 20° della storia degli scacchi.

## Qualificazioni
A differenza del campionato precedente, la FIDE ha eliminato dalla fase di qualificazione il Grand Prix, che nella sua prima edizione era stato colpito da diversi problemi organizzativi e di finanziamento. Inoltre la FIDE ha modificato la formula del torneo dei candidati, abbandonando l'eliminazione diretta in favore del doppio girone all'italiana.

### Coppa del Mondo
La Coppa del Mondo è stato un torneo ad eliminazione diretta tra 128 giocatori, svoltosi a Chanty-Mansijsk, in Russia, dal 28 agosto al 21 settembre 2011; i primi tre classificati guadagnavano la qualificazione al torneo dei candidati. Il torneo è stato vinto da Pëtr Svidler, che ha battuto in finale Aleksandr Griščuk 2,5-1,5; Vasyl' Ivančuk è arrivato terzo battendo 2,5-1,5 Ruslan Ponomarёv.

### Torneo dei candidati
Il torneo dei candidati si è svolto a Londra dal 14 marzo al 1º aprile 2013; hanno partecipato otto giocatori, che si sono affrontati con la formula del doppio girone all'italiana.
Il torneo è stato vinto da Magnus Carlsen per spareggio tecnico sul pari classificato Vladimir Kramnik; entrambi hanno ottenuto 8,5 punti.

#### Partecipanti e regolamento
I partecipanti sono stati:
- il giocatore sconfitto nel campionato del mondo 2012 (Boris Gelfand);
- i primi tre classificati della Coppa del Mondo (Pëtr Svidler, Aleksandr Griščuk e Vasyl' Ivančuk);
- i tre giocatori con la media Elo più alta tra le liste di luglio 2011 e gennaio 2012 (Magnus Carlsen, Lewon Aronyan e Vladimir Kramnik);
- un giocatore nominato dagli organizzatori, con un rating di almeno 2700 punti Elo a gennaio 2012 (Teymur Rəcəbov[5][6]).

Le partite sono state giocate con la cadenza di 120 minuti per le prime 40 mosse, 60 minuti per le successive 20 e 15 minuti per finire, più 30 secondi a mossa a partire dalla 61ª. Per risolvere la parità, gli spareggi tecnici previsti erano il risultato degli scontri diretti, il numero di vittorie (che ha assegnato il torneo) e infine il punteggio Sonneborn-Berger; in caso di ulteriore parità erano previste partite rapid.

#### Risultati
La prima parte del torneo è stata dominata dal norvegese Carlsen e dall'armeno Aronyan, che hanno concluso il girone d'andata con 5 punti su 7 (tre vittorie e quattro patte) e un vantaggio di 1,5 punti su Kramnik e Svidler, che occupavano il terzo posto a pari merito. Grazie a quattro vittorie nei successivi cinque turni, Kramnik riusciva a tornare a mezzo punto al primo posto, occupato da Carlsen con 7,5 punti, mentre Aronian scendeva al terzo posto (a 6,5) a causa della sconfitta con Svidler.
La contemporanea vittoria, al 12º turno, di Kramnik su Aronian e di Ivančuk su Carlsen portava Kramink alla testa della classifica, alla quale era raggiunto, il turno successivo, di nuovo da Carlsen, vittorioso su Rəcəbov. L'ultimo turno vedeva la sconfitta sia di Kramnik che di Carlsen (ad opera, rispettivamente, di Ivančuk e di Svidler), consegnando al norvegese la vittoria grazie al maggior numero di vittorie (cinque contro le quattro di Kramnik).
| Pos. | Giocatore                     | Rating | 1   | 2   | 3   | 4   | 5   | 6   | 7   | 8   | Punti | Spareggi        | Spareggi | Spareggi |
| Pos. | Giocatore                     | Rating | 1   | 2   | 3   | 4   | 5   | 6   | 7   | 8   | Punti | Scontri diretti | Vittorie | S-B      |
| ---- | ----------------------------- | ------ | --- | --- | --- | --- | --- | --- | --- | --- | ----- | --------------- | -------- | -------- |
| 1    | Magnus Carlsen ( Norvegia)    | 2872   | -   | ½ ½ | 1 0 | ½ ½ | 1 1 | 1 ½ | 0 ½ | ½ 1 | 8,5   | 1               | 5        |          |
| 2    | Vladimir Kramnik ( Russia)    | 2810   | ½ ½ | -   | 1 ½ | ½ 1 | ½ ½ | ½ 1 | ½ 0 | 1 ½ | 8,5   | 1               | 4        |          |
| 3    | Pëtr Svidler ( Russia)        | 2747   | 0 1 | ½ 0 | -   | 1 ½ | ½ ½ | ½ ½ | 1 ½ | 1 ½ | 8     | 1,5             |          |          |
| 4    | Lewon Aronyan ( Armenia)      | 2809   | ½ ½ | 0 ½ | ½ 0 | -   | 1 0 | ½ ½ | 1 1 | 1 1 | 8     | 0,5             |          |          |
| 5    | Boris Gelfand ( Israele)      | 2740   | 0 0 | ½ ½ | ½ ½ | 0 1 | -   | ½ ½ | ½ ½ | ½ 1 | 6,5   | 1               | 2        |          |
| 6    | Aleksandr Griščuk ( Russia)   | 2764   | ½ 0 | 0 ½ | ½ ½ | ½ ½ | ½ ½ | -   | 1 ½ | ½ ½ | 6,5   | 1               | 1        |          |
| 7    | Vasyl' Ivančuk ( Ucraina)     | 2757   | ½ 1 | ½ 1 | ½ 0 | 0 0 | ½ ½ | ½ 0 | -   | 0 1 | 6     |                 |          |          |
| 8    | Teymur Rəcəbov ( Azerbaigian) | 2793   | 0 ½ | ½ 0 | 0 ½ | 0 0 | 0 ½ | ½ ½ | 1 0 | -   | 4     |                 |          |          |

#### Dettaglio dei turni
| Turno 1 – 15 marzo 2013   | Turno 1 – 15 marzo 2013 | Turno 1 – 15 marzo 2013 | Turno 1 – 15 marzo 2013         |
| ------------------------- | ----------------------- | ----------------------- | ------------------------------- |
| Lewon Aronyan             | Magnus Carlsen          | ½–½                     | E11 Bogo-indiana                |
| Boris Gelfand             | Teymur Rəcəbov          | ½–½                     | E11 Bogo-indiana                |
| Vasyl' Ivančuk            | Aleksandr Griščuk       | ½–½                     | E06 Partita catalana            |
| Pëtr Veniaminovič Svidler | Vladimir Kramnik        | ½–½                     | D35 Gambetto di donna rifiutato |
| Turno 2 – 16 marzo 2013   |                         |                         |                                 |
| Magnus Carlsen (0,5)      | Vladimir Kramnik (0,5)  | ½–½                     | A33 Inglese, simmetrica         |
| Aleksandr Griščuk (0,5)   | Pëtr Svidler (0,5)      | ½–½                     | C84 Partita spagnola            |
| Teymur Rəcəbov (0,5)      | Vasyl' Ivančuk (0,5)    | 1–0                     | A88 Difesa olandese, Leningrado |
| Lewon Aronyan (0,5)       | Boris Gelfand (0,5)     | 1–0                     | A04 Apertura Réti               |
| Turno 3 – 17 marzo 2013   |                         |                         |                                 |
| Boris Gelfand (0,5)       | Magnus Carlsen (1)      | 0–1                     | D52 Gambetto di donna rifiutato |
| Vasyl' Ivančuk (0,5)      | Lewon Aronyan (1,5)     | 0–1                     | A45 Trompowsky                  |
| Pëtr Svidler (1)          | Teymur Rəcəbov (1,5)    | 1–0                     | E81 Difesa est-indiana, Sämisch |
| Vladimir Kramnik (1)      | Aleksandr Griščuk (1)   | ½–½                     | D71 Difesa Grünfeld             |
| Turno 4 – 19 marzo 2013   |                         |                         |                                 |
| Magnus Carlsen (2)        | Aleksandr Griščuk (1,5) | 1–0                     | C65 Partita spagnola            |
| Teymur Rəcəbov (1,5)      | Vladimir Kramnik (1,5)  | ½–½                     | E54 Difesa nimzo-indiana        |
| Lewon Aronyan (2,5)       | Pëtr Svidler (2)        | ½–½                     | D22 Gambetto di donna accettato |
| Boris Gelfand (0,5)       | Vasyl' Ivančuk (0,5)    | ½–½                     | D07 Difesa Cigorin              |
| Turno 5 – 20 marzo 2013   |                         |                         |                                 |
| Vasyl' Ivančuk (1)        | Magnus Carlsen (3)      | ½–½                     | D93 Difesa Grünfeld             |
| Pëtr Svidler (2,5)        | Boris Gelfand (1)       | ½–½                     | D85 Difesa Grünfeld             |
| Vladimir Kramnik (2)      | Lewon Aronyan (3)       | ½–½                     | A07 Attacco est-indiano         |
| Aleksandr Griščuk (1,5)   | Teymur Rəcəbov (2)      | ½–½                     | D35 Gambetto di donna rifiutato |
| Turno 6 – 21 marzo 2013   |                         |                         |                                 |
| Pëtr Svidler (3)          | Magnus Carlsen (3,5)    | 0–1                     | C84 Partita spagnola            |
| Vladimir Kramnik (2,5)    | Vasyl' Ivančuk (1,5)    | ½–½                     | E00 Partita di donna            |
| Aleksandr Griščuk (2)     | Boris Gelfand (1,5)     | ½–½                     | B30 Difesa siciliana            |
| Teymur Rəcəbov (2,5)      | Lewon Aronyan (3,5)     | 0–1                     | C65 Partita spagnola            |
| Turno 7 – 23 marzo 2013   |                         |                         |                                 |
| Magnus Carlsen (4,5)      | Teymur Rəcəbov (2,5)    | ½–½                     | B30 Difesa siciliana            |
| Lewon Aronyan (4,5)       | Aleksandr Griščuk (2,5) | ½–½                     | E18 Difesa ovest-indiana        |
| Boris Gelfand (2)         | Vladimir Kramnik (3)    | ½–½                     | E54 Difesa nimzo-indiana        |
| Vasyl' Ivančuk (2)        | Pëtr Svidler (3)        | ½–½                     | C45 Partita scozzese            |

| Turno 8 – 24 marzo 2013   | Turno 8 – 24 marzo 2013 | Turno 8 – 24 marzo 2013 | Turno 8 – 24 marzo 2013                  |
| ------------------------- | ----------------------- | ----------------------- | ---------------------------------------- |
| Magnus Carlsen (5)        | Lewon Aronyan (5)       | ½–½                     | E06 Partita catalana                     |
| Teymur Rəcəbov (3)        | Boris Gelfand (2,5)     | 0–1                     | A33 Inglese, simmetrica                  |
| Aleksandr Griščuk (3)     | Vasyl' Ivančuk (2,5)    | 1–0                     | B35 Difesa siciliana, dragone accelerato |
| Vladimir Kramnik (3,5)    | Pëtr Svidler (3,5)      | 1–0                     | D85 Difesa Grünfeld                      |
| Turno 9 – 25 marzo 2013   |                         |                         |                                          |
| Vladimir Kramnik (4,5)    | Magnus Carlsen (5,5)    | ½–½                     | E05 Partita catalana                     |
| Pëtr Svidler (3,5)        | Aleksandr Griščuk (4)   | ½–½                     | E81 Difesa est-indiana, Sämisch          |
| Vasyl' Ivančuk (2,5)      | Teymur Rəcəbov (3)      | 1–0                     | D57 Gambetto di donna rifiutato          |
| Boris Gelfand (3,5)       | Lewon Aronyan (5,5)     | 1–0                     | D37 Gambetto di donna rifiutato          |
| Turno 10 – 27 marzo 2013  |                         |                         |                                          |
| Magnus Carlsen (6)        | Boris Gelfand (4,5)     | 1–0                     | B30 Difesa siciliana                     |
| Lewon Aronyan (5,5)       | Vasyl' Ivančuk (3,5)    | 1–0                     | A52 Gambetto di Budapest                 |
| Teymur Rəcəbov (3)        | Pëtr Svidler (4)        | ½–½                     | D85 Difesa Grünfeld                      |
| Aleksandr Griščuk (4,5)   | Vladimir Kramnik (5)    | 0–1                     | C67 Partita spagnola                     |
| Turno 11 – 28 marzo 2013  |                         |                         |                                          |
| Aleksandr Griščuk (4,5)   | Magnus Carlsen (7)      | ½–½                     | D90 Difesa Grünfeld                      |
| Vladimir Kramnik (6)      | Teymur Rəcəbov (3,5)    | 1–0                     | E60 Difesa est-indiana                   |
| Pëtr Svidler (4,5)        | Lewon Aronyan (6,5)     | 1–0                     | E26 Difesa nimzo-indiana                 |
| Vasyl' Ivančuk (3,5)      | Boris Gelfand (4,5)     | ½–½                     | D93 Difesa Grünfeld                      |
| Turno 12 – 29 marzo 2013  |                         |                         |                                          |
| Magnus Carlsen (7,5)      | Vasyl' Ivančuk (4)      | 0–1                     | B48 Difesa siciliana, Taimanov           |
| Boris Gelfand (5)         | Pëtr Svidler (5,5)      | ½–½                     | D85 Difesa Grünfeld                      |
| Lewon Aronyan (6,5)       | Vladimir Kramnik (7)    | 0–1                     | D42 Difesa Semi-Tarrasch                 |
| Teymur Rəcəbov (3,5)      | Aleksandr Griščuk (5)   | ½–½                     | E35 Difesa nimzo-indiana                 |
| Turno 13 – 31 marzo 2013  |                         |                         |                                          |
| Teymur Rəcəbov (4)        | Magnus Carlsen (7,5)    | 0–1                     | E32 Difesa nimzo-indiana                 |
| Aleksandr Griščuk (5,5)   | Lewon Aronyan (6,5)     | ½–½                     | D11 Difesa slava                         |
| Vladimir Kramnik (8)      | Boris Gelfand (5,5)     | ½–½                     | D71 Difesa Grünfeld                      |
| Pëtr Svidler (6)          | Vasyl' Ivančuk (5)      | 1–0                     | C02 Difesa francese, spinta              |
| Turno 14 – 1º aprile 2013 |                         |                         |                                          |
| Magnus Carlsen (8,5)      | Pëtr Svidler (7)        | 0–1                     | C84 Partita spagnola                     |
| Vasyl' Ivančuk (5)        | Vladimir Kramnik (8,5)  | 1–0                     | B08 Difesa Pirc, classica                |
| Boris Gelfand (6)         | Aleksandr Griščuk (6)   | ½–½                     | D85 Difesa Grünfeld                      |
| Lewon Aronyan (7)         | Teymur Rəcəbov (4)      | 1–0                     | E90 Difesa est-indiana                   |

## Campionato del mondo
Il campionato del mondo si è svolto a Chennai, città natale di Anand. Si doveva svolgere al meglio delle dodici partite, con un giorno di riposo ogni due e uno ulteriore tra la penultima e l'ultima partita; in caso di parità, erano previsti degli spareggi a gioco rapido. Carlsen ha raggiunto 6,5 punti alla decima partita, diventando matematicamente il nuovo campione del mondo; le ultime due partite non sono state quindi giocate.
La cadenza delle partite è stata la stessa del torneo dei candidati: 120 minuti per 40 mosse, 60 minuti per le successive 20, 15 minuti per finire e un incremento 30 secondi a mossa a partire dalla sessantunesima. Gli eventuali spareggi si sarebbero svolti con le seguenti modalità e tempi di riflessione:
- prima quattro partite con 25 minuti a giocatore, più 10 secondi a mossa;
- in caso di parità, erano previste fino a cinque coppie di partite lampo (5 minuti a giocatore più 3 secondi per mossa);
- infine, in caso di ulteriore parità, era prevista una partita Armageddon (il bianco ha 5 minuti a disposizione, il nero 4, ed entrambi hanno un incremento di 3 secondi per mossa a partire dalla sessantunesima mossa; in caso di patta il nero si sarebbe aggiudicato il campionato).[8]

|                            | 1 | 2 | 3 | 4 | 5 | 6 | 7 | 8 | 9 | 10 | 11 | 12 | Totale |
| -------------------------- | - | - | - | - | - | - | - | - | - | -- | -- | -- | ------ |
| Viswanathan Anand ( India) | ½ | ½ | ½ | ½ | 0 | 0 | ½ | ½ | 0 | ½  | -  | -  | 3,5    |
| Magnus Carlsen ( Norvegia) | ½ | ½ | ½ | ½ | 1 | 1 | ½ | ½ | 1 | ½  | -  | -  | 6,5    |

## Le partite

### Partita 1, 9 novembre: Carlsen–Anand ½–½
Carlsen sceglie un'apertura tranquilla, con un doppio fianchetto. Anand ottiene una posizione pari, ma sceglie di accontentarsi di una patta per triplice ripetizione di mosse anziché tentare di mettere sotto pressione il bianco con 14...b5(?).
Difesa Grünfeld (ECO D78)
1. Cf3 d5 2. g3 g6 3. Ag2 Ag7 4. d4 c6 5. 0-0 Cf6 6. b3 0-0 7. Ab2 Af5 8. c4 Cbd7 9. Cc3 dxc4 10. bxc4 Cb6 11. c5 Cc4 12. Ac1 Cd5 13. Db3 Ca5 14. Da3 Cc4 15. Db3 Ca5 16. Da3 Cc4 ½–½

### Partita 2, 10 novembre: Anand–Carlsen ½–½
Carlsen impiega la difesa Caro-Kann; Anand risponde arroccando sul lato di donna, e raggiungendo una posizione con possibilità di attacco. Tuttavia, invece di proseguire con 18.Dg4, sceglie di cambiare le donne ed entrare in un finale pari, forzando una ripetizione di mosse poco dopo.
Difesa Caro-Kann (ECO B19)
1. e4 c6 2. d4 d5 3. Cc3 dxe4 4. Cxe4 Af5 5. Cg3 Ag6 6. h4 h6 7. Cf3 e6 8. Ce5 Ah7 9. Ad3 Axd3 10. Dxd3 Cd7 11. f4 Ab4+ 12. c3 Ae7 13. Ad2 Cgf6 14. 0-0-0 0-0 15. Ce4 Cxe4 16. Dxe4 Cxe5 17. fxe5 Dd5 18. Dxd5 cxd5 19. h5 b5 20. Th3 a5 21. Tf1 Tac8 22. Tg3 Rh7 23. Tgf3 Rg8 24. Tg3 Rh7 25. Tgf3 Rg8 ½–½

### Partita 3, 12 novembre: Carlsen–Anand, ½–½
Carlsen, come nella prima partita, apre 1.Cf3, deviando poi con 3.c4. Anand riesce a guadagnare un vantaggio nel mediogioco avanzando i pedoni b e c, guadagnando spazio e costringendo il bianco a porre la propria donna in h1. Il bianco apre la posizione con un sacrificio di pedone (28.e3), dopo il quale Anand decide di non catturare il pedone b2, giocando 29.Ad4 anziché 29...Axb2, evitando complicazioni tattiche ma diminuendo il proprio vantaggio. Dopo 37.Td8, viene raggiunto un finale di alfieri di colore contrario patto.
Apertura Réti (ECO A07)
1. Cf3 d5 2. g3 g6 3. c4 dxc4 4. Da4+ Cc6 5. Ag2 Ag7 6. Cc3 e5 7. Dxc4 Cge7 8. 0-0 0-0 9. d3 h6 10. Ad2 Cd4 11. Cxd4 exd4 12. Ce4 c6 13. Ab4 Ae6 14. Dc1 Ad5 15. a4 b6 16. Axe7 Dxe7 17. a5 Tab8 18. Te1 Tfc8 19. axb6 axb6 20. Df4 Td8 21. h4 Rh7 22. Cd2 Ae5 23. Dg4 h5 24. Dh3 Ae6 25. Dh1 c5 26. Ce4 Rg7 27. Cg5 b5 28. e3 dxe3 29. Txe3 Ad4 30. Te2 c4 31. Cxe6+ fxe6 32. Ae4 cxd3 33. Td2 Db4 34. Tad1 Axb2 35. Df3 Af6 36. Txd3 Txd3 37. Txd3 Td8 38. Txd8 Axd8 39. Ad3 Dd4 40. Axb5 Df6 41. Db7+ Ae7 42. Rg2 g5 43. hxg5 Dxg5 44. Ac4 h4 45. Dc7 hxg3 46. Dxg3 e5 47. Rf3 Dxg3+ 48. fxg3 Ac5 49. Re4 Ad4 50. Rf5 Af2 51. Rxe5 Axg3+ ½–½

### Partita 4, 13 novembre: Anand–Carlsen, ½–½
|   | a | b | c | d | e | f | g | h |   |
| 8 | a8 torre del nero · e8 alfiere del nero · b7 re del nero · c7 pedone del nero · b6 pedone del nero · c6 cavallo del nero · e6 pedone del bianco · g6 pedone del nero · a5 pedone del nero · b5 cavallo del bianco · c4 torre del bianco · g4 pedone del bianco · h4 torre del nero · b3 pedone del bianco · f2 cavallo del bianco · c1 torre del bianco · g1 re del bianco | a8 torre del nero · e8 alfiere del nero · b7 re del nero · c7 pedone del nero · b6 pedone del nero · c6 cavallo del nero · e6 pedone del bianco · g6 pedone del nero · a5 pedone del nero · b5 cavallo del bianco · c4 torre del bianco · g4 pedone del bianco · h4 torre del nero · b3 pedone del bianco · f2 cavallo del bianco · c1 torre del bianco · g1 re del bianco | a8 torre del nero · e8 alfiere del nero · b7 re del nero · c7 pedone del nero · b6 pedone del nero · c6 cavallo del nero · e6 pedone del bianco · g6 pedone del nero · a5 pedone del nero · b5 cavallo del bianco · c4 torre del bianco · g4 pedone del bianco · h4 torre del nero · b3 pedone del bianco · f2 cavallo del bianco · c1 torre del bianco · g1 re del bianco | a8 torre del nero · e8 alfiere del nero · b7 re del nero · c7 pedone del nero · b6 pedone del nero · c6 cavallo del nero · e6 pedone del bianco · g6 pedone del nero · a5 pedone del nero · b5 cavallo del bianco · c4 torre del bianco · g4 pedone del bianco · h4 torre del nero · b3 pedone del bianco · f2 cavallo del bianco · c1 torre del bianco · g1 re del bianco | a8 torre del nero · e8 alfiere del nero · b7 re del nero · c7 pedone del nero · b6 pedone del nero · c6 cavallo del nero · e6 pedone del bianco · g6 pedone del nero · a5 pedone del nero · b5 cavallo del bianco · c4 torre del bianco · g4 pedone del bianco · h4 torre del nero · b3 pedone del bianco · f2 cavallo del bianco · c1 torre del bianco · g1 re del bianco | a8 torre del nero · e8 alfiere del nero · b7 re del nero · c7 pedone del nero · b6 pedone del nero · c6 cavallo del nero · e6 pedone del bianco · g6 pedone del nero · a5 pedone del nero · b5 cavallo del bianco · c4 torre del bianco · g4 pedone del bianco · h4 torre del nero · b3 pedone del bianco · f2 cavallo del bianco · c1 torre del bianco · g1 re del bianco | a8 torre del nero · e8 alfiere del nero · b7 re del nero · c7 pedone del nero · b6 pedone del nero · c6 cavallo del nero · e6 pedone del bianco · g6 pedone del nero · a5 pedone del nero · b5 cavallo del bianco · c4 torre del bianco · g4 pedone del bianco · h4 torre del nero · b3 pedone del bianco · f2 cavallo del bianco · c1 torre del bianco · g1 re del bianco | a8 torre del nero · e8 alfiere del nero · b7 re del nero · c7 pedone del nero · b6 pedone del nero · c6 cavallo del nero · e6 pedone del bianco · g6 pedone del nero · a5 pedone del nero · b5 cavallo del bianco · c4 torre del bianco · g4 pedone del bianco · h4 torre del nero · b3 pedone del bianco · f2 cavallo del bianco · c1 torre del bianco · g1 re del bianco | 8 |
| 7 | a8 torre del nero · e8 alfiere del nero · b7 re del nero · c7 pedone del nero · b6 pedone del nero · c6 cavallo del nero · e6 pedone del bianco · g6 pedone del nero · a5 pedone del nero · b5 cavallo del bianco · c4 torre del bianco · g4 pedone del bianco · h4 torre del nero · b3 pedone del bianco · f2 cavallo del bianco · c1 torre del bianco · g1 re del bianco | a8 torre del nero · e8 alfiere del nero · b7 re del nero · c7 pedone del nero · b6 pedone del nero · c6 cavallo del nero · e6 pedone del bianco · g6 pedone del nero · a5 pedone del nero · b5 cavallo del bianco · c4 torre del bianco · g4 pedone del bianco · h4 torre del nero · b3 pedone del bianco · f2 cavallo del bianco · c1 torre del bianco · g1 re del bianco | a8 torre del nero · e8 alfiere del nero · b7 re del nero · c7 pedone del nero · b6 pedone del nero · c6 cavallo del nero · e6 pedone del bianco · g6 pedone del nero · a5 pedone del nero · b5 cavallo del bianco · c4 torre del bianco · g4 pedone del bianco · h4 torre del nero · b3 pedone del bianco · f2 cavallo del bianco · c1 torre del bianco · g1 re del bianco | a8 torre del nero · e8 alfiere del nero · b7 re del nero · c7 pedone del nero · b6 pedone del nero · c6 cavallo del nero · e6 pedone del bianco · g6 pedone del nero · a5 pedone del nero · b5 cavallo del bianco · c4 torre del bianco · g4 pedone del bianco · h4 torre del nero · b3 pedone del bianco · f2 cavallo del bianco · c1 torre del bianco · g1 re del bianco | a8 torre del nero · e8 alfiere del nero · b7 re del nero · c7 pedone del nero · b6 pedone del nero · c6 cavallo del nero · e6 pedone del bianco · g6 pedone del nero · a5 pedone del nero · b5 cavallo del bianco · c4 torre del bianco · g4 pedone del bianco · h4 torre del nero · b3 pedone del bianco · f2 cavallo del bianco · c1 torre del bianco · g1 re del bianco | a8 torre del nero · e8 alfiere del nero · b7 re del nero · c7 pedone del nero · b6 pedone del nero · c6 cavallo del nero · e6 pedone del bianco · g6 pedone del nero · a5 pedone del nero · b5 cavallo del bianco · c4 torre del bianco · g4 pedone del bianco · h4 torre del nero · b3 pedone del bianco · f2 cavallo del bianco · c1 torre del bianco · g1 re del bianco | a8 torre del nero · e8 alfiere del nero · b7 re del nero · c7 pedone del nero · b6 pedone del nero · c6 cavallo del nero · e6 pedone del bianco · g6 pedone del nero · a5 pedone del nero · b5 cavallo del bianco · c4 torre del bianco · g4 pedone del bianco · h4 torre del nero · b3 pedone del bianco · f2 cavallo del bianco · c1 torre del bianco · g1 re del bianco | a8 torre del nero · e8 alfiere del nero · b7 re del nero · c7 pedone del nero · b6 pedone del nero · c6 cavallo del nero · e6 pedone del bianco · g6 pedone del nero · a5 pedone del nero · b5 cavallo del bianco · c4 torre del bianco · g4 pedone del bianco · h4 torre del nero · b3 pedone del bianco · f2 cavallo del bianco · c1 torre del bianco · g1 re del bianco | 7 |
| 6 | a8 torre del nero · e8 alfiere del nero · b7 re del nero · c7 pedone del nero · b6 pedone del nero · c6 cavallo del nero · e6 pedone del bianco · g6 pedone del nero · a5 pedone del nero · b5 cavallo del bianco · c4 torre del bianco · g4 pedone del bianco · h4 torre del nero · b3 pedone del bianco · f2 cavallo del bianco · c1 torre del bianco · g1 re del bianco | a8 torre del nero · e8 alfiere del nero · b7 re del nero · c7 pedone del nero · b6 pedone del nero · c6 cavallo del nero · e6 pedone del bianco · g6 pedone del nero · a5 pedone del nero · b5 cavallo del bianco · c4 torre del bianco · g4 pedone del bianco · h4 torre del nero · b3 pedone del bianco · f2 cavallo del bianco · c1 torre del bianco · g1 re del bianco | a8 torre del nero · e8 alfiere del nero · b7 re del nero · c7 pedone del nero · b6 pedone del nero · c6 cavallo del nero · e6 pedone del bianco · g6 pedone del nero · a5 pedone del nero · b5 cavallo del bianco · c4 torre del bianco · g4 pedone del bianco · h4 torre del nero · b3 pedone del bianco · f2 cavallo del bianco · c1 torre del bianco · g1 re del bianco | a8 torre del nero · e8 alfiere del nero · b7 re del nero · c7 pedone del nero · b6 pedone del nero · c6 cavallo del nero · e6 pedone del bianco · g6 pedone del nero · a5 pedone del nero · b5 cavallo del bianco · c4 torre del bianco · g4 pedone del bianco · h4 torre del nero · b3 pedone del bianco · f2 cavallo del bianco · c1 torre del bianco · g1 re del bianco | a8 torre del nero · e8 alfiere del nero · b7 re del nero · c7 pedone del nero · b6 pedone del nero · c6 cavallo del nero · e6 pedone del bianco · g6 pedone del nero · a5 pedone del nero · b5 cavallo del bianco · c4 torre del bianco · g4 pedone del bianco · h4 torre del nero · b3 pedone del bianco · f2 cavallo del bianco · c1 torre del bianco · g1 re del bianco | a8 torre del nero · e8 alfiere del nero · b7 re del nero · c7 pedone del nero · b6 pedone del nero · c6 cavallo del nero · e6 pedone del bianco · g6 pedone del nero · a5 pedone del nero · b5 cavallo del bianco · c4 torre del bianco · g4 pedone del bianco · h4 torre del nero · b3 pedone del bianco · f2 cavallo del bianco · c1 torre del bianco · g1 re del bianco | a8 torre del nero · e8 alfiere del nero · b7 re del nero · c7 pedone del nero · b6 pedone del nero · c6 cavallo del nero · e6 pedone del bianco · g6 pedone del nero · a5 pedone del nero · b5 cavallo del bianco · c4 torre del bianco · g4 pedone del bianco · h4 torre del nero · b3 pedone del bianco · f2 cavallo del bianco · c1 torre del bianco · g1 re del bianco | a8 torre del nero · e8 alfiere del nero · b7 re del nero · c7 pedone del nero · b6 pedone del nero · c6 cavallo del nero · e6 pedone del bianco · g6 pedone del nero · a5 pedone del nero · b5 cavallo del bianco · c4 torre del bianco · g4 pedone del bianco · h4 torre del nero · b3 pedone del bianco · f2 cavallo del bianco · c1 torre del bianco · g1 re del bianco | 6 |
| 5 | a8 torre del nero · e8 alfiere del nero · b7 re del nero · c7 pedone del nero · b6 pedone del nero · c6 cavallo del nero · e6 pedone del bianco · g6 pedone del nero · a5 pedone del nero · b5 cavallo del bianco · c4 torre del bianco · g4 pedone del bianco · h4 torre del nero · b3 pedone del bianco · f2 cavallo del bianco · c1 torre del bianco · g1 re del bianco | a8 torre del nero · e8 alfiere del nero · b7 re del nero · c7 pedone del nero · b6 pedone del nero · c6 cavallo del nero · e6 pedone del bianco · g6 pedone del nero · a5 pedone del nero · b5 cavallo del bianco · c4 torre del bianco · g4 pedone del bianco · h4 torre del nero · b3 pedone del bianco · f2 cavallo del bianco · c1 torre del bianco · g1 re del bianco | a8 torre del nero · e8 alfiere del nero · b7 re del nero · c7 pedone del nero · b6 pedone del nero · c6 cavallo del nero · e6 pedone del bianco · g6 pedone del nero · a5 pedone del nero · b5 cavallo del bianco · c4 torre del bianco · g4 pedone del bianco · h4 torre del nero · b3 pedone del bianco · f2 cavallo del bianco · c1 torre del bianco · g1 re del bianco | a8 torre del nero · e8 alfiere del nero · b7 re del nero · c7 pedone del nero · b6 pedone del nero · c6 cavallo del nero · e6 pedone del bianco · g6 pedone del nero · a5 pedone del nero · b5 cavallo del bianco · c4 torre del bianco · g4 pedone del bianco · h4 torre del nero · b3 pedone del bianco · f2 cavallo del bianco · c1 torre del bianco · g1 re del bianco | a8 torre del nero · e8 alfiere del nero · b7 re del nero · c7 pedone del nero · b6 pedone del nero · c6 cavallo del nero · e6 pedone del bianco · g6 pedone del nero · a5 pedone del nero · b5 cavallo del bianco · c4 torre del bianco · g4 pedone del bianco · h4 torre del nero · b3 pedone del bianco · f2 cavallo del bianco · c1 torre del bianco · g1 re del bianco | a8 torre del nero · e8 alfiere del nero · b7 re del nero · c7 pedone del nero · b6 pedone del nero · c6 cavallo del nero · e6 pedone del bianco · g6 pedone del nero · a5 pedone del nero · b5 cavallo del bianco · c4 torre del bianco · g4 pedone del bianco · h4 torre del nero · b3 pedone del bianco · f2 cavallo del bianco · c1 torre del bianco · g1 re del bianco | a8 torre del nero · e8 alfiere del nero · b7 re del nero · c7 pedone del nero · b6 pedone del nero · c6 cavallo del nero · e6 pedone del bianco · g6 pedone del nero · a5 pedone del nero · b5 cavallo del bianco · c4 torre del bianco · g4 pedone del bianco · h4 torre del nero · b3 pedone del bianco · f2 cavallo del bianco · c1 torre del bianco · g1 re del bianco | a8 torre del nero · e8 alfiere del nero · b7 re del nero · c7 pedone del nero · b6 pedone del nero · c6 cavallo del nero · e6 pedone del bianco · g6 pedone del nero · a5 pedone del nero · b5 cavallo del bianco · c4 torre del bianco · g4 pedone del bianco · h4 torre del nero · b3 pedone del bianco · f2 cavallo del bianco · c1 torre del bianco · g1 re del bianco | 5 |
| 4 | a8 torre del nero · e8 alfiere del nero · b7 re del nero · c7 pedone del nero · b6 pedone del nero · c6 cavallo del nero · e6 pedone del bianco · g6 pedone del nero · a5 pedone del nero · b5 cavallo del bianco · c4 torre del bianco · g4 pedone del bianco · h4 torre del nero · b3 pedone del bianco · f2 cavallo del bianco · c1 torre del bianco · g1 re del bianco | a8 torre del nero · e8 alfiere del nero · b7 re del nero · c7 pedone del nero · b6 pedone del nero · c6 cavallo del nero · e6 pedone del bianco · g6 pedone del nero · a5 pedone del nero · b5 cavallo del bianco · c4 torre del bianco · g4 pedone del bianco · h4 torre del nero · b3 pedone del bianco · f2 cavallo del bianco · c1 torre del bianco · g1 re del bianco | a8 torre del nero · e8 alfiere del nero · b7 re del nero · c7 pedone del nero · b6 pedone del nero · c6 cavallo del nero · e6 pedone del bianco · g6 pedone del nero · a5 pedone del nero · b5 cavallo del bianco · c4 torre del bianco · g4 pedone del bianco · h4 torre del nero · b3 pedone del bianco · f2 cavallo del bianco · c1 torre del bianco · g1 re del bianco | a8 torre del nero · e8 alfiere del nero · b7 re del nero · c7 pedone del nero · b6 pedone del nero · c6 cavallo del nero · e6 pedone del bianco · g6 pedone del nero · a5 pedone del nero · b5 cavallo del bianco · c4 torre del bianco · g4 pedone del bianco · h4 torre del nero · b3 pedone del bianco · f2 cavallo del bianco · c1 torre del bianco · g1 re del bianco | a8 torre del nero · e8 alfiere del nero · b7 re del nero · c7 pedone del nero · b6 pedone del nero · c6 cavallo del nero · e6 pedone del bianco · g6 pedone del nero · a5 pedone del nero · b5 cavallo del bianco · c4 torre del bianco · g4 pedone del bianco · h4 torre del nero · b3 pedone del bianco · f2 cavallo del bianco · c1 torre del bianco · g1 re del bianco | a8 torre del nero · e8 alfiere del nero · b7 re del nero · c7 pedone del nero · b6 pedone del nero · c6 cavallo del nero · e6 pedone del bianco · g6 pedone del nero · a5 pedone del nero · b5 cavallo del bianco · c4 torre del bianco · g4 pedone del bianco · h4 torre del nero · b3 pedone del bianco · f2 cavallo del bianco · c1 torre del bianco · g1 re del bianco | a8 torre del nero · e8 alfiere del nero · b7 re del nero · c7 pedone del nero · b6 pedone del nero · c6 cavallo del nero · e6 pedone del bianco · g6 pedone del nero · a5 pedone del nero · b5 cavallo del bianco · c4 torre del bianco · g4 pedone del bianco · h4 torre del nero · b3 pedone del bianco · f2 cavallo del bianco · c1 torre del bianco · g1 re del bianco | a8 torre del nero · e8 alfiere del nero · b7 re del nero · c7 pedone del nero · b6 pedone del nero · c6 cavallo del nero · e6 pedone del bianco · g6 pedone del nero · a5 pedone del nero · b5 cavallo del bianco · c4 torre del bianco · g4 pedone del bianco · h4 torre del nero · b3 pedone del bianco · f2 cavallo del bianco · c1 torre del bianco · g1 re del bianco | 4 |
| 3 | a8 torre del nero · e8 alfiere del nero · b7 re del nero · c7 pedone del nero · b6 pedone del nero · c6 cavallo del nero · e6 pedone del bianco · g6 pedone del nero · a5 pedone del nero · b5 cavallo del bianco · c4 torre del bianco · g4 pedone del bianco · h4 torre del nero · b3 pedone del bianco · f2 cavallo del bianco · c1 torre del bianco · g1 re del bianco | a8 torre del nero · e8 alfiere del nero · b7 re del nero · c7 pedone del nero · b6 pedone del nero · c6 cavallo del nero · e6 pedone del bianco · g6 pedone del nero · a5 pedone del nero · b5 cavallo del bianco · c4 torre del bianco · g4 pedone del bianco · h4 torre del nero · b3 pedone del bianco · f2 cavallo del bianco · c1 torre del bianco · g1 re del bianco | a8 torre del nero · e8 alfiere del nero · b7 re del nero · c7 pedone del nero · b6 pedone del nero · c6 cavallo del nero · e6 pedone del bianco · g6 pedone del nero · a5 pedone del nero · b5 cavallo del bianco · c4 torre del bianco · g4 pedone del bianco · h4 torre del nero · b3 pedone del bianco · f2 cavallo del bianco · c1 torre del bianco · g1 re del bianco | a8 torre del nero · e8 alfiere del nero · b7 re del nero · c7 pedone del nero · b6 pedone del nero · c6 cavallo del nero · e6 pedone del bianco · g6 pedone del nero · a5 pedone del nero · b5 cavallo del bianco · c4 torre del bianco · g4 pedone del bianco · h4 torre del nero · b3 pedone del bianco · f2 cavallo del bianco · c1 torre del bianco · g1 re del bianco | a8 torre del nero · e8 alfiere del nero · b7 re del nero · c7 pedone del nero · b6 pedone del nero · c6 cavallo del nero · e6 pedone del bianco · g6 pedone del nero · a5 pedone del nero · b5 cavallo del bianco · c4 torre del bianco · g4 pedone del bianco · h4 torre del nero · b3 pedone del bianco · f2 cavallo del bianco · c1 torre del bianco · g1 re del bianco | a8 torre del nero · e8 alfiere del nero · b7 re del nero · c7 pedone del nero · b6 pedone del nero · c6 cavallo del nero · e6 pedone del bianco · g6 pedone del nero · a5 pedone del nero · b5 cavallo del bianco · c4 torre del bianco · g4 pedone del bianco · h4 torre del nero · b3 pedone del bianco · f2 cavallo del bianco · c1 torre del bianco · g1 re del bianco | a8 torre del nero · e8 alfiere del nero · b7 re del nero · c7 pedone del nero · b6 pedone del nero · c6 cavallo del nero · e6 pedone del bianco · g6 pedone del nero · a5 pedone del nero · b5 cavallo del bianco · c4 torre del bianco · g4 pedone del bianco · h4 torre del nero · b3 pedone del bianco · f2 cavallo del bianco · c1 torre del bianco · g1 re del bianco | a8 torre del nero · e8 alfiere del nero · b7 re del nero · c7 pedone del nero · b6 pedone del nero · c6 cavallo del nero · e6 pedone del bianco · g6 pedone del nero · a5 pedone del nero · b5 cavallo del bianco · c4 torre del bianco · g4 pedone del bianco · h4 torre del nero · b3 pedone del bianco · f2 cavallo del bianco · c1 torre del bianco · g1 re del bianco | 3 |
| 2 | a8 torre del nero · e8 alfiere del nero · b7 re del nero · c7 pedone del nero · b6 pedone del nero · c6 cavallo del nero · e6 pedone del bianco · g6 pedone del nero · a5 pedone del nero · b5 cavallo del bianco · c4 torre del bianco · g4 pedone del bianco · h4 torre del nero · b3 pedone del bianco · f2 cavallo del bianco · c1 torre del bianco · g1 re del bianco | a8 torre del nero · e8 alfiere del nero · b7 re del nero · c7 pedone del nero · b6 pedone del nero · c6 cavallo del nero · e6 pedone del bianco · g6 pedone del nero · a5 pedone del nero · b5 cavallo del bianco · c4 torre del bianco · g4 pedone del bianco · h4 torre del nero · b3 pedone del bianco · f2 cavallo del bianco · c1 torre del bianco · g1 re del bianco | a8 torre del nero · e8 alfiere del nero · b7 re del nero · c7 pedone del nero · b6 pedone del nero · c6 cavallo del nero · e6 pedone del bianco · g6 pedone del nero · a5 pedone del nero · b5 cavallo del bianco · c4 torre del bianco · g4 pedone del bianco · h4 torre del nero · b3 pedone del bianco · f2 cavallo del bianco · c1 torre del bianco · g1 re del bianco | a8 torre del nero · e8 alfiere del nero · b7 re del nero · c7 pedone del nero · b6 pedone del nero · c6 cavallo del nero · e6 pedone del bianco · g6 pedone del nero · a5 pedone del nero · b5 cavallo del bianco · c4 torre del bianco · g4 pedone del bianco · h4 torre del nero · b3 pedone del bianco · f2 cavallo del bianco · c1 torre del bianco · g1 re del bianco | a8 torre del nero · e8 alfiere del nero · b7 re del nero · c7 pedone del nero · b6 pedone del nero · c6 cavallo del nero · e6 pedone del bianco · g6 pedone del nero · a5 pedone del nero · b5 cavallo del bianco · c4 torre del bianco · g4 pedone del bianco · h4 torre del nero · b3 pedone del bianco · f2 cavallo del bianco · c1 torre del bianco · g1 re del bianco | a8 torre del nero · e8 alfiere del nero · b7 re del nero · c7 pedone del nero · b6 pedone del nero · c6 cavallo del nero · e6 pedone del bianco · g6 pedone del nero · a5 pedone del nero · b5 cavallo del bianco · c4 torre del bianco · g4 pedone del bianco · h4 torre del nero · b3 pedone del bianco · f2 cavallo del bianco · c1 torre del bianco · g1 re del bianco | a8 torre del nero · e8 alfiere del nero · b7 re del nero · c7 pedone del nero · b6 pedone del nero · c6 cavallo del nero · e6 pedone del bianco · g6 pedone del nero · a5 pedone del nero · b5 cavallo del bianco · c4 torre del bianco · g4 pedone del bianco · h4 torre del nero · b3 pedone del bianco · f2 cavallo del bianco · c1 torre del bianco · g1 re del bianco | a8 torre del nero · e8 alfiere del nero · b7 re del nero · c7 pedone del nero · b6 pedone del nero · c6 cavallo del nero · e6 pedone del bianco · g6 pedone del nero · a5 pedone del nero · b5 cavallo del bianco · c4 torre del bianco · g4 pedone del bianco · h4 torre del nero · b3 pedone del bianco · f2 cavallo del bianco · c1 torre del bianco · g1 re del bianco | 2 |
| 1 | a8 torre del nero · e8 alfiere del nero · b7 re del nero · c7 pedone del nero · b6 pedone del nero · c6 cavallo del nero · e6 pedone del bianco · g6 pedone del nero · a5 pedone del nero · b5 cavallo del bianco · c4 torre del bianco · g4 pedone del bianco · h4 torre del nero · b3 pedone del bianco · f2 cavallo del bianco · c1 torre del bianco · g1 re del bianco | a8 torre del nero · e8 alfiere del nero · b7 re del nero · c7 pedone del nero · b6 pedone del nero · c6 cavallo del nero · e6 pedone del bianco · g6 pedone del nero · a5 pedone del nero · b5 cavallo del bianco · c4 torre del bianco · g4 pedone del bianco · h4 torre del nero · b3 pedone del bianco · f2 cavallo del bianco · c1 torre del bianco · g1 re del bianco | a8 torre del nero · e8 alfiere del nero · b7 re del nero · c7 pedone del nero · b6 pedone del nero · c6 cavallo del nero · e6 pedone del bianco · g6 pedone del nero · a5 pedone del nero · b5 cavallo del bianco · c4 torre del bianco · g4 pedone del bianco · h4 torre del nero · b3 pedone del bianco · f2 cavallo del bianco · c1 torre del bianco · g1 re del bianco | a8 torre del nero · e8 alfiere del nero · b7 re del nero · c7 pedone del nero · b6 pedone del nero · c6 cavallo del nero · e6 pedone del bianco · g6 pedone del nero · a5 pedone del nero · b5 cavallo del bianco · c4 torre del bianco · g4 pedone del bianco · h4 torre del nero · b3 pedone del bianco · f2 cavallo del bianco · c1 torre del bianco · g1 re del bianco | a8 torre del nero · e8 alfiere del nero · b7 re del nero · c7 pedone del nero · b6 pedone del nero · c6 cavallo del nero · e6 pedone del bianco · g6 pedone del nero · a5 pedone del nero · b5 cavallo del bianco · c4 torre del bianco · g4 pedone del bianco · h4 torre del nero · b3 pedone del bianco · f2 cavallo del bianco · c1 torre del bianco · g1 re del bianco | a8 torre del nero · e8 alfiere del nero · b7 re del nero · c7 pedone del nero · b6 pedone del nero · c6 cavallo del nero · e6 pedone del bianco · g6 pedone del nero · a5 pedone del nero · b5 cavallo del bianco · c4 torre del bianco · g4 pedone del bianco · h4 torre del nero · b3 pedone del bianco · f2 cavallo del bianco · c1 torre del bianco · g1 re del bianco | a8 torre del nero · e8 alfiere del nero · b7 re del nero · c7 pedone del nero · b6 pedone del nero · c6 cavallo del nero · e6 pedone del bianco · g6 pedone del nero · a5 pedone del nero · b5 cavallo del bianco · c4 torre del bianco · g4 pedone del bianco · h4 torre del nero · b3 pedone del bianco · f2 cavallo del bianco · c1 torre del bianco · g1 re del bianco | a8 torre del nero · e8 alfiere del nero · b7 re del nero · c7 pedone del nero · b6 pedone del nero · c6 cavallo del nero · e6 pedone del bianco · g6 pedone del nero · a5 pedone del nero · b5 cavallo del bianco · c4 torre del bianco · g4 pedone del bianco · h4 torre del nero · b3 pedone del bianco · f2 cavallo del bianco · c1 torre del bianco · g1 re del bianco | 1 |
|   | a | b | c | d | e | f | g | h |   |

Carlsen sceglie la difesa berlinese, guadagnando un pedone con 18...Axa2, e successivamente invadendo la colonna h con la torre. Anand tuttavia riesce a difendersi con 35.Ce4, sacrificando il pedone g4 in cambio della possibilità di creare minacce contro il re nero. Nonostante il pedone in più del nero, il finale di torri si conclude poi con una patta.
Partita spagnola, difesa berlinese (ECO C67)
1. e4 e5 2. Cf3 Cc6 3. Ab5 Cf6 4. 0-0 Cxe4 5. d4 Cd6 6. Axc6 dxc6 7. dxe5 Cf5 8. Dxd8+ Rxd8 9. h3 Ad7 10. Td1 Ae7 11. Cc3 Rc8 12. Ag5 h6 13. Axe7 Cxe7 14. Td2 c5 15. Tad1 Ae6 16. Ce1 Cg6 17. Cd3 b6 18. Ce2 Axa2 19. b3 c4 20. Cdc1 cxb3 21. cxb3 Ab1 22. f4 Rb7 23. Cc3 Af5 24. g4 Ac8 25. Cd3 h5 26. f5 Ce7 27. Cb5 hxg4 28. hxg4 Th4 29. Cf2 Cc6 30. Tc2 a5 31. Tc4 g6 32. Tdc1 Ad7 33. e6 fxe6 34. fxe6 Ae8 35. Ce4 Txg4+ 36. Rf2 Tf4+ 37. Re3 Tf8 38. Cd4 Cxd4 39. Txc7+ Ra6 40. Rxd4 Td8+ 41. Rc3 Tf3+ 42. Rb2 Te3 43. Tc8 Tdd3 44. Ta8+ Rb7 45. Txe8 Txe4 46. e7 Tg3 47. Tc3 Te2+ 48. Tc2 Tee3 49. Ra2 g5 50. Td2 Te5 51. Td7+ Rc6 52. Ted8 Tge3 53. Td6+ Rb7 54. T8d7+ Ra6 55. Td5 Te2+ 56. Ra3 Te6 57. Td8 g4 58. Tg5 Txe7 59. Ta8+ Rb7 60. Tag8 a4 61. Txg4 axb3 62. T8g7 Ra6 63. Txe7 Txe7 64. Rxb3 ½–½

### Partita 5, 15 novembre: Carlsen–Anand 1–0
|   | a | b | c | d | e | f | g | h |   |
| 8 | h7 alfiere del bianco · c5 pedone del nero · d5 re del nero · e5 pedone del bianco · h5 torre del bianco · a4 pedone del nero · h4 pedone del nero · a3 pedone del bianco · b3 alfiere del nero · c3 re del bianco · g2 pedone del bianco · h2 pedone del bianco · d1 torre del nero | h7 alfiere del bianco · c5 pedone del nero · d5 re del nero · e5 pedone del bianco · h5 torre del bianco · a4 pedone del nero · h4 pedone del nero · a3 pedone del bianco · b3 alfiere del nero · c3 re del bianco · g2 pedone del bianco · h2 pedone del bianco · d1 torre del nero | h7 alfiere del bianco · c5 pedone del nero · d5 re del nero · e5 pedone del bianco · h5 torre del bianco · a4 pedone del nero · h4 pedone del nero · a3 pedone del bianco · b3 alfiere del nero · c3 re del bianco · g2 pedone del bianco · h2 pedone del bianco · d1 torre del nero | h7 alfiere del bianco · c5 pedone del nero · d5 re del nero · e5 pedone del bianco · h5 torre del bianco · a4 pedone del nero · h4 pedone del nero · a3 pedone del bianco · b3 alfiere del nero · c3 re del bianco · g2 pedone del bianco · h2 pedone del bianco · d1 torre del nero | h7 alfiere del bianco · c5 pedone del nero · d5 re del nero · e5 pedone del bianco · h5 torre del bianco · a4 pedone del nero · h4 pedone del nero · a3 pedone del bianco · b3 alfiere del nero · c3 re del bianco · g2 pedone del bianco · h2 pedone del bianco · d1 torre del nero | h7 alfiere del bianco · c5 pedone del nero · d5 re del nero · e5 pedone del bianco · h5 torre del bianco · a4 pedone del nero · h4 pedone del nero · a3 pedone del bianco · b3 alfiere del nero · c3 re del bianco · g2 pedone del bianco · h2 pedone del bianco · d1 torre del nero | h7 alfiere del bianco · c5 pedone del nero · d5 re del nero · e5 pedone del bianco · h5 torre del bianco · a4 pedone del nero · h4 pedone del nero · a3 pedone del bianco · b3 alfiere del nero · c3 re del bianco · g2 pedone del bianco · h2 pedone del bianco · d1 torre del nero | h7 alfiere del bianco · c5 pedone del nero · d5 re del nero · e5 pedone del bianco · h5 torre del bianco · a4 pedone del nero · h4 pedone del nero · a3 pedone del bianco · b3 alfiere del nero · c3 re del bianco · g2 pedone del bianco · h2 pedone del bianco · d1 torre del nero | 8 |
| 7 | h7 alfiere del bianco · c5 pedone del nero · d5 re del nero · e5 pedone del bianco · h5 torre del bianco · a4 pedone del nero · h4 pedone del nero · a3 pedone del bianco · b3 alfiere del nero · c3 re del bianco · g2 pedone del bianco · h2 pedone del bianco · d1 torre del nero | h7 alfiere del bianco · c5 pedone del nero · d5 re del nero · e5 pedone del bianco · h5 torre del bianco · a4 pedone del nero · h4 pedone del nero · a3 pedone del bianco · b3 alfiere del nero · c3 re del bianco · g2 pedone del bianco · h2 pedone del bianco · d1 torre del nero | h7 alfiere del bianco · c5 pedone del nero · d5 re del nero · e5 pedone del bianco · h5 torre del bianco · a4 pedone del nero · h4 pedone del nero · a3 pedone del bianco · b3 alfiere del nero · c3 re del bianco · g2 pedone del bianco · h2 pedone del bianco · d1 torre del nero | h7 alfiere del bianco · c5 pedone del nero · d5 re del nero · e5 pedone del bianco · h5 torre del bianco · a4 pedone del nero · h4 pedone del nero · a3 pedone del bianco · b3 alfiere del nero · c3 re del bianco · g2 pedone del bianco · h2 pedone del bianco · d1 torre del nero | h7 alfiere del bianco · c5 pedone del nero · d5 re del nero · e5 pedone del bianco · h5 torre del bianco · a4 pedone del nero · h4 pedone del nero · a3 pedone del bianco · b3 alfiere del nero · c3 re del bianco · g2 pedone del bianco · h2 pedone del bianco · d1 torre del nero | h7 alfiere del bianco · c5 pedone del nero · d5 re del nero · e5 pedone del bianco · h5 torre del bianco · a4 pedone del nero · h4 pedone del nero · a3 pedone del bianco · b3 alfiere del nero · c3 re del bianco · g2 pedone del bianco · h2 pedone del bianco · d1 torre del nero | h7 alfiere del bianco · c5 pedone del nero · d5 re del nero · e5 pedone del bianco · h5 torre del bianco · a4 pedone del nero · h4 pedone del nero · a3 pedone del bianco · b3 alfiere del nero · c3 re del bianco · g2 pedone del bianco · h2 pedone del bianco · d1 torre del nero | h7 alfiere del bianco · c5 pedone del nero · d5 re del nero · e5 pedone del bianco · h5 torre del bianco · a4 pedone del nero · h4 pedone del nero · a3 pedone del bianco · b3 alfiere del nero · c3 re del bianco · g2 pedone del bianco · h2 pedone del bianco · d1 torre del nero | 7 |
| 6 | h7 alfiere del bianco · c5 pedone del nero · d5 re del nero · e5 pedone del bianco · h5 torre del bianco · a4 pedone del nero · h4 pedone del nero · a3 pedone del bianco · b3 alfiere del nero · c3 re del bianco · g2 pedone del bianco · h2 pedone del bianco · d1 torre del nero | h7 alfiere del bianco · c5 pedone del nero · d5 re del nero · e5 pedone del bianco · h5 torre del bianco · a4 pedone del nero · h4 pedone del nero · a3 pedone del bianco · b3 alfiere del nero · c3 re del bianco · g2 pedone del bianco · h2 pedone del bianco · d1 torre del nero | h7 alfiere del bianco · c5 pedone del nero · d5 re del nero · e5 pedone del bianco · h5 torre del bianco · a4 pedone del nero · h4 pedone del nero · a3 pedone del bianco · b3 alfiere del nero · c3 re del bianco · g2 pedone del bianco · h2 pedone del bianco · d1 torre del nero | h7 alfiere del bianco · c5 pedone del nero · d5 re del nero · e5 pedone del bianco · h5 torre del bianco · a4 pedone del nero · h4 pedone del nero · a3 pedone del bianco · b3 alfiere del nero · c3 re del bianco · g2 pedone del bianco · h2 pedone del bianco · d1 torre del nero | h7 alfiere del bianco · c5 pedone del nero · d5 re del nero · e5 pedone del bianco · h5 torre del bianco · a4 pedone del nero · h4 pedone del nero · a3 pedone del bianco · b3 alfiere del nero · c3 re del bianco · g2 pedone del bianco · h2 pedone del bianco · d1 torre del nero | h7 alfiere del bianco · c5 pedone del nero · d5 re del nero · e5 pedone del bianco · h5 torre del bianco · a4 pedone del nero · h4 pedone del nero · a3 pedone del bianco · b3 alfiere del nero · c3 re del bianco · g2 pedone del bianco · h2 pedone del bianco · d1 torre del nero | h7 alfiere del bianco · c5 pedone del nero · d5 re del nero · e5 pedone del bianco · h5 torre del bianco · a4 pedone del nero · h4 pedone del nero · a3 pedone del bianco · b3 alfiere del nero · c3 re del bianco · g2 pedone del bianco · h2 pedone del bianco · d1 torre del nero | h7 alfiere del bianco · c5 pedone del nero · d5 re del nero · e5 pedone del bianco · h5 torre del bianco · a4 pedone del nero · h4 pedone del nero · a3 pedone del bianco · b3 alfiere del nero · c3 re del bianco · g2 pedone del bianco · h2 pedone del bianco · d1 torre del nero | 6 |
| 5 | h7 alfiere del bianco · c5 pedone del nero · d5 re del nero · e5 pedone del bianco · h5 torre del bianco · a4 pedone del nero · h4 pedone del nero · a3 pedone del bianco · b3 alfiere del nero · c3 re del bianco · g2 pedone del bianco · h2 pedone del bianco · d1 torre del nero | h7 alfiere del bianco · c5 pedone del nero · d5 re del nero · e5 pedone del bianco · h5 torre del bianco · a4 pedone del nero · h4 pedone del nero · a3 pedone del bianco · b3 alfiere del nero · c3 re del bianco · g2 pedone del bianco · h2 pedone del bianco · d1 torre del nero | h7 alfiere del bianco · c5 pedone del nero · d5 re del nero · e5 pedone del bianco · h5 torre del bianco · a4 pedone del nero · h4 pedone del nero · a3 pedone del bianco · b3 alfiere del nero · c3 re del bianco · g2 pedone del bianco · h2 pedone del bianco · d1 torre del nero | h7 alfiere del bianco · c5 pedone del nero · d5 re del nero · e5 pedone del bianco · h5 torre del bianco · a4 pedone del nero · h4 pedone del nero · a3 pedone del bianco · b3 alfiere del nero · c3 re del bianco · g2 pedone del bianco · h2 pedone del bianco · d1 torre del nero | h7 alfiere del bianco · c5 pedone del nero · d5 re del nero · e5 pedone del bianco · h5 torre del bianco · a4 pedone del nero · h4 pedone del nero · a3 pedone del bianco · b3 alfiere del nero · c3 re del bianco · g2 pedone del bianco · h2 pedone del bianco · d1 torre del nero | h7 alfiere del bianco · c5 pedone del nero · d5 re del nero · e5 pedone del bianco · h5 torre del bianco · a4 pedone del nero · h4 pedone del nero · a3 pedone del bianco · b3 alfiere del nero · c3 re del bianco · g2 pedone del bianco · h2 pedone del bianco · d1 torre del nero | h7 alfiere del bianco · c5 pedone del nero · d5 re del nero · e5 pedone del bianco · h5 torre del bianco · a4 pedone del nero · h4 pedone del nero · a3 pedone del bianco · b3 alfiere del nero · c3 re del bianco · g2 pedone del bianco · h2 pedone del bianco · d1 torre del nero | h7 alfiere del bianco · c5 pedone del nero · d5 re del nero · e5 pedone del bianco · h5 torre del bianco · a4 pedone del nero · h4 pedone del nero · a3 pedone del bianco · b3 alfiere del nero · c3 re del bianco · g2 pedone del bianco · h2 pedone del bianco · d1 torre del nero | 5 |
| 4 | h7 alfiere del bianco · c5 pedone del nero · d5 re del nero · e5 pedone del bianco · h5 torre del bianco · a4 pedone del nero · h4 pedone del nero · a3 pedone del bianco · b3 alfiere del nero · c3 re del bianco · g2 pedone del bianco · h2 pedone del bianco · d1 torre del nero | h7 alfiere del bianco · c5 pedone del nero · d5 re del nero · e5 pedone del bianco · h5 torre del bianco · a4 pedone del nero · h4 pedone del nero · a3 pedone del bianco · b3 alfiere del nero · c3 re del bianco · g2 pedone del bianco · h2 pedone del bianco · d1 torre del nero | h7 alfiere del bianco · c5 pedone del nero · d5 re del nero · e5 pedone del bianco · h5 torre del bianco · a4 pedone del nero · h4 pedone del nero · a3 pedone del bianco · b3 alfiere del nero · c3 re del bianco · g2 pedone del bianco · h2 pedone del bianco · d1 torre del nero | h7 alfiere del bianco · c5 pedone del nero · d5 re del nero · e5 pedone del bianco · h5 torre del bianco · a4 pedone del nero · h4 pedone del nero · a3 pedone del bianco · b3 alfiere del nero · c3 re del bianco · g2 pedone del bianco · h2 pedone del bianco · d1 torre del nero | h7 alfiere del bianco · c5 pedone del nero · d5 re del nero · e5 pedone del bianco · h5 torre del bianco · a4 pedone del nero · h4 pedone del nero · a3 pedone del bianco · b3 alfiere del nero · c3 re del bianco · g2 pedone del bianco · h2 pedone del bianco · d1 torre del nero | h7 alfiere del bianco · c5 pedone del nero · d5 re del nero · e5 pedone del bianco · h5 torre del bianco · a4 pedone del nero · h4 pedone del nero · a3 pedone del bianco · b3 alfiere del nero · c3 re del bianco · g2 pedone del bianco · h2 pedone del bianco · d1 torre del nero | h7 alfiere del bianco · c5 pedone del nero · d5 re del nero · e5 pedone del bianco · h5 torre del bianco · a4 pedone del nero · h4 pedone del nero · a3 pedone del bianco · b3 alfiere del nero · c3 re del bianco · g2 pedone del bianco · h2 pedone del bianco · d1 torre del nero | h7 alfiere del bianco · c5 pedone del nero · d5 re del nero · e5 pedone del bianco · h5 torre del bianco · a4 pedone del nero · h4 pedone del nero · a3 pedone del bianco · b3 alfiere del nero · c3 re del bianco · g2 pedone del bianco · h2 pedone del bianco · d1 torre del nero | 4 |
| 3 | h7 alfiere del bianco · c5 pedone del nero · d5 re del nero · e5 pedone del bianco · h5 torre del bianco · a4 pedone del nero · h4 pedone del nero · a3 pedone del bianco · b3 alfiere del nero · c3 re del bianco · g2 pedone del bianco · h2 pedone del bianco · d1 torre del nero | h7 alfiere del bianco · c5 pedone del nero · d5 re del nero · e5 pedone del bianco · h5 torre del bianco · a4 pedone del nero · h4 pedone del nero · a3 pedone del bianco · b3 alfiere del nero · c3 re del bianco · g2 pedone del bianco · h2 pedone del bianco · d1 torre del nero | h7 alfiere del bianco · c5 pedone del nero · d5 re del nero · e5 pedone del bianco · h5 torre del bianco · a4 pedone del nero · h4 pedone del nero · a3 pedone del bianco · b3 alfiere del nero · c3 re del bianco · g2 pedone del bianco · h2 pedone del bianco · d1 torre del nero | h7 alfiere del bianco · c5 pedone del nero · d5 re del nero · e5 pedone del bianco · h5 torre del bianco · a4 pedone del nero · h4 pedone del nero · a3 pedone del bianco · b3 alfiere del nero · c3 re del bianco · g2 pedone del bianco · h2 pedone del bianco · d1 torre del nero | h7 alfiere del bianco · c5 pedone del nero · d5 re del nero · e5 pedone del bianco · h5 torre del bianco · a4 pedone del nero · h4 pedone del nero · a3 pedone del bianco · b3 alfiere del nero · c3 re del bianco · g2 pedone del bianco · h2 pedone del bianco · d1 torre del nero | h7 alfiere del bianco · c5 pedone del nero · d5 re del nero · e5 pedone del bianco · h5 torre del bianco · a4 pedone del nero · h4 pedone del nero · a3 pedone del bianco · b3 alfiere del nero · c3 re del bianco · g2 pedone del bianco · h2 pedone del bianco · d1 torre del nero | h7 alfiere del bianco · c5 pedone del nero · d5 re del nero · e5 pedone del bianco · h5 torre del bianco · a4 pedone del nero · h4 pedone del nero · a3 pedone del bianco · b3 alfiere del nero · c3 re del bianco · g2 pedone del bianco · h2 pedone del bianco · d1 torre del nero | h7 alfiere del bianco · c5 pedone del nero · d5 re del nero · e5 pedone del bianco · h5 torre del bianco · a4 pedone del nero · h4 pedone del nero · a3 pedone del bianco · b3 alfiere del nero · c3 re del bianco · g2 pedone del bianco · h2 pedone del bianco · d1 torre del nero | 3 |
| 2 | h7 alfiere del bianco · c5 pedone del nero · d5 re del nero · e5 pedone del bianco · h5 torre del bianco · a4 pedone del nero · h4 pedone del nero · a3 pedone del bianco · b3 alfiere del nero · c3 re del bianco · g2 pedone del bianco · h2 pedone del bianco · d1 torre del nero | h7 alfiere del bianco · c5 pedone del nero · d5 re del nero · e5 pedone del bianco · h5 torre del bianco · a4 pedone del nero · h4 pedone del nero · a3 pedone del bianco · b3 alfiere del nero · c3 re del bianco · g2 pedone del bianco · h2 pedone del bianco · d1 torre del nero | h7 alfiere del bianco · c5 pedone del nero · d5 re del nero · e5 pedone del bianco · h5 torre del bianco · a4 pedone del nero · h4 pedone del nero · a3 pedone del bianco · b3 alfiere del nero · c3 re del bianco · g2 pedone del bianco · h2 pedone del bianco · d1 torre del nero | h7 alfiere del bianco · c5 pedone del nero · d5 re del nero · e5 pedone del bianco · h5 torre del bianco · a4 pedone del nero · h4 pedone del nero · a3 pedone del bianco · b3 alfiere del nero · c3 re del bianco · g2 pedone del bianco · h2 pedone del bianco · d1 torre del nero | h7 alfiere del bianco · c5 pedone del nero · d5 re del nero · e5 pedone del bianco · h5 torre del bianco · a4 pedone del nero · h4 pedone del nero · a3 pedone del bianco · b3 alfiere del nero · c3 re del bianco · g2 pedone del bianco · h2 pedone del bianco · d1 torre del nero | h7 alfiere del bianco · c5 pedone del nero · d5 re del nero · e5 pedone del bianco · h5 torre del bianco · a4 pedone del nero · h4 pedone del nero · a3 pedone del bianco · b3 alfiere del nero · c3 re del bianco · g2 pedone del bianco · h2 pedone del bianco · d1 torre del nero | h7 alfiere del bianco · c5 pedone del nero · d5 re del nero · e5 pedone del bianco · h5 torre del bianco · a4 pedone del nero · h4 pedone del nero · a3 pedone del bianco · b3 alfiere del nero · c3 re del bianco · g2 pedone del bianco · h2 pedone del bianco · d1 torre del nero | h7 alfiere del bianco · c5 pedone del nero · d5 re del nero · e5 pedone del bianco · h5 torre del bianco · a4 pedone del nero · h4 pedone del nero · a3 pedone del bianco · b3 alfiere del nero · c3 re del bianco · g2 pedone del bianco · h2 pedone del bianco · d1 torre del nero | 2 |
| 1 | h7 alfiere del bianco · c5 pedone del nero · d5 re del nero · e5 pedone del bianco · h5 torre del bianco · a4 pedone del nero · h4 pedone del nero · a3 pedone del bianco · b3 alfiere del nero · c3 re del bianco · g2 pedone del bianco · h2 pedone del bianco · d1 torre del nero | h7 alfiere del bianco · c5 pedone del nero · d5 re del nero · e5 pedone del bianco · h5 torre del bianco · a4 pedone del nero · h4 pedone del nero · a3 pedone del bianco · b3 alfiere del nero · c3 re del bianco · g2 pedone del bianco · h2 pedone del bianco · d1 torre del nero | h7 alfiere del bianco · c5 pedone del nero · d5 re del nero · e5 pedone del bianco · h5 torre del bianco · a4 pedone del nero · h4 pedone del nero · a3 pedone del bianco · b3 alfiere del nero · c3 re del bianco · g2 pedone del bianco · h2 pedone del bianco · d1 torre del nero | h7 alfiere del bianco · c5 pedone del nero · d5 re del nero · e5 pedone del bianco · h5 torre del bianco · a4 pedone del nero · h4 pedone del nero · a3 pedone del bianco · b3 alfiere del nero · c3 re del bianco · g2 pedone del bianco · h2 pedone del bianco · d1 torre del nero | h7 alfiere del bianco · c5 pedone del nero · d5 re del nero · e5 pedone del bianco · h5 torre del bianco · a4 pedone del nero · h4 pedone del nero · a3 pedone del bianco · b3 alfiere del nero · c3 re del bianco · g2 pedone del bianco · h2 pedone del bianco · d1 torre del nero | h7 alfiere del bianco · c5 pedone del nero · d5 re del nero · e5 pedone del bianco · h5 torre del bianco · a4 pedone del nero · h4 pedone del nero · a3 pedone del bianco · b3 alfiere del nero · c3 re del bianco · g2 pedone del bianco · h2 pedone del bianco · d1 torre del nero | h7 alfiere del bianco · c5 pedone del nero · d5 re del nero · e5 pedone del bianco · h5 torre del bianco · a4 pedone del nero · h4 pedone del nero · a3 pedone del bianco · b3 alfiere del nero · c3 re del bianco · g2 pedone del bianco · h2 pedone del bianco · d1 torre del nero | h7 alfiere del bianco · c5 pedone del nero · d5 re del nero · e5 pedone del bianco · h5 torre del bianco · a4 pedone del nero · h4 pedone del nero · a3 pedone del bianco · b3 alfiere del nero · c3 re del bianco · g2 pedone del bianco · h2 pedone del bianco · d1 torre del nero | 1 |
|   | a | b | c | d | e | f | g | h |   |

Il bianco riesce ad ottenere l'iniziativa grazie alla maggiore attività dei propri pezzi, ma il nero riesce a difendersi creando un contrattacco contro il re avversario. Nel finale, tuttavia, Anand sbaglia con 45...Tc1+ (anziché 45...Ra1) permettendo al bianco di entrare in un finale di torri con due pedoni in più, che Carlsen converte nella prima vittoria del match.
Gambetto di donna rifiutato, gambetto Marshall (ECO D31)
1. c4 e6 2. d4 d5 3. Cc3 c6 4. e4 dxe4 5. Cxe4 Ab4+ 6. Cc3 c5 7. a3 Aa5 8. Cf3 Cf6 9. Ae3 Cc6 10. Dd3 cxd4 11. Cxd4 Cg4 12. 0-0-0 Cxe3 13. fxe3 Ac7 14. Cxc6 bxc6 15. Dxd8+ Axd8 16. Ae2 Re7 17. Af3 Ad7 18. Ce4 Ab6 19. c5 f5 20. cxb6 fxe4 21. b7 Tab8 22. Axe4 Txb7 23. Thf1 Tb5 24. Tf4 g5 25. Tf3 h5 26. Tdf1 Ae8 27. Ac2 Tc5 28. Tf6 h4 29. e4 a5 30. Rd2 Tb5 31. b3 Ah5 32. Rc3 Tc5+ 33. Rb2 Td8 34. T1f2 Td4 35. Th6 Ad1 36. Ab1 Tb5 37. Rc3 c5 38. Tb2 e5 39. Tg6 a4 40. Txg5 Txb3+ 41. Txb3 Axb3 42. Txe5+ Rd6 43. Th5 Td1 44. e5+ Rd5 45. Ah7 Tc1+ 46. Rb2 Tg1 47. Ag8+ Rc6 48. Th6+ Rd7 49. Axb3 axb3 50. Rxb3 Txg2 51. Txh4 Re6 52. a4 Rxe5 53. a5 Rd6 54. Th7 Rd5 55. a6 c4+ 56. Rc3 Ta2 57. a7 Rc5 58. h4 1–0

### Partita 6, 16 novembre: Anand–Carlsen 0–1
|   | a | b | c | d | e | f | g | h |   |
| 8 | h6 pedone del nero · c4 torre del bianco · f4 pedone del nero · h4 pedone del nero · c3 pedone del bianco · e3 re del nero · g3 torre del nero · b2 pedone del bianco · g2 pedone del bianco · h2 re del bianco | h6 pedone del nero · c4 torre del bianco · f4 pedone del nero · h4 pedone del nero · c3 pedone del bianco · e3 re del nero · g3 torre del nero · b2 pedone del bianco · g2 pedone del bianco · h2 re del bianco | h6 pedone del nero · c4 torre del bianco · f4 pedone del nero · h4 pedone del nero · c3 pedone del bianco · e3 re del nero · g3 torre del nero · b2 pedone del bianco · g2 pedone del bianco · h2 re del bianco | h6 pedone del nero · c4 torre del bianco · f4 pedone del nero · h4 pedone del nero · c3 pedone del bianco · e3 re del nero · g3 torre del nero · b2 pedone del bianco · g2 pedone del bianco · h2 re del bianco | h6 pedone del nero · c4 torre del bianco · f4 pedone del nero · h4 pedone del nero · c3 pedone del bianco · e3 re del nero · g3 torre del nero · b2 pedone del bianco · g2 pedone del bianco · h2 re del bianco | h6 pedone del nero · c4 torre del bianco · f4 pedone del nero · h4 pedone del nero · c3 pedone del bianco · e3 re del nero · g3 torre del nero · b2 pedone del bianco · g2 pedone del bianco · h2 re del bianco | h6 pedone del nero · c4 torre del bianco · f4 pedone del nero · h4 pedone del nero · c3 pedone del bianco · e3 re del nero · g3 torre del nero · b2 pedone del bianco · g2 pedone del bianco · h2 re del bianco | h6 pedone del nero · c4 torre del bianco · f4 pedone del nero · h4 pedone del nero · c3 pedone del bianco · e3 re del nero · g3 torre del nero · b2 pedone del bianco · g2 pedone del bianco · h2 re del bianco | 8 |
| 7 | h6 pedone del nero · c4 torre del bianco · f4 pedone del nero · h4 pedone del nero · c3 pedone del bianco · e3 re del nero · g3 torre del nero · b2 pedone del bianco · g2 pedone del bianco · h2 re del bianco | h6 pedone del nero · c4 torre del bianco · f4 pedone del nero · h4 pedone del nero · c3 pedone del bianco · e3 re del nero · g3 torre del nero · b2 pedone del bianco · g2 pedone del bianco · h2 re del bianco | h6 pedone del nero · c4 torre del bianco · f4 pedone del nero · h4 pedone del nero · c3 pedone del bianco · e3 re del nero · g3 torre del nero · b2 pedone del bianco · g2 pedone del bianco · h2 re del bianco | h6 pedone del nero · c4 torre del bianco · f4 pedone del nero · h4 pedone del nero · c3 pedone del bianco · e3 re del nero · g3 torre del nero · b2 pedone del bianco · g2 pedone del bianco · h2 re del bianco | h6 pedone del nero · c4 torre del bianco · f4 pedone del nero · h4 pedone del nero · c3 pedone del bianco · e3 re del nero · g3 torre del nero · b2 pedone del bianco · g2 pedone del bianco · h2 re del bianco | h6 pedone del nero · c4 torre del bianco · f4 pedone del nero · h4 pedone del nero · c3 pedone del bianco · e3 re del nero · g3 torre del nero · b2 pedone del bianco · g2 pedone del bianco · h2 re del bianco | h6 pedone del nero · c4 torre del bianco · f4 pedone del nero · h4 pedone del nero · c3 pedone del bianco · e3 re del nero · g3 torre del nero · b2 pedone del bianco · g2 pedone del bianco · h2 re del bianco | h6 pedone del nero · c4 torre del bianco · f4 pedone del nero · h4 pedone del nero · c3 pedone del bianco · e3 re del nero · g3 torre del nero · b2 pedone del bianco · g2 pedone del bianco · h2 re del bianco | 7 |
| 6 | h6 pedone del nero · c4 torre del bianco · f4 pedone del nero · h4 pedone del nero · c3 pedone del bianco · e3 re del nero · g3 torre del nero · b2 pedone del bianco · g2 pedone del bianco · h2 re del bianco | h6 pedone del nero · c4 torre del bianco · f4 pedone del nero · h4 pedone del nero · c3 pedone del bianco · e3 re del nero · g3 torre del nero · b2 pedone del bianco · g2 pedone del bianco · h2 re del bianco | h6 pedone del nero · c4 torre del bianco · f4 pedone del nero · h4 pedone del nero · c3 pedone del bianco · e3 re del nero · g3 torre del nero · b2 pedone del bianco · g2 pedone del bianco · h2 re del bianco | h6 pedone del nero · c4 torre del bianco · f4 pedone del nero · h4 pedone del nero · c3 pedone del bianco · e3 re del nero · g3 torre del nero · b2 pedone del bianco · g2 pedone del bianco · h2 re del bianco | h6 pedone del nero · c4 torre del bianco · f4 pedone del nero · h4 pedone del nero · c3 pedone del bianco · e3 re del nero · g3 torre del nero · b2 pedone del bianco · g2 pedone del bianco · h2 re del bianco | h6 pedone del nero · c4 torre del bianco · f4 pedone del nero · h4 pedone del nero · c3 pedone del bianco · e3 re del nero · g3 torre del nero · b2 pedone del bianco · g2 pedone del bianco · h2 re del bianco | h6 pedone del nero · c4 torre del bianco · f4 pedone del nero · h4 pedone del nero · c3 pedone del bianco · e3 re del nero · g3 torre del nero · b2 pedone del bianco · g2 pedone del bianco · h2 re del bianco | h6 pedone del nero · c4 torre del bianco · f4 pedone del nero · h4 pedone del nero · c3 pedone del bianco · e3 re del nero · g3 torre del nero · b2 pedone del bianco · g2 pedone del bianco · h2 re del bianco | 6 |
| 5 | h6 pedone del nero · c4 torre del bianco · f4 pedone del nero · h4 pedone del nero · c3 pedone del bianco · e3 re del nero · g3 torre del nero · b2 pedone del bianco · g2 pedone del bianco · h2 re del bianco | h6 pedone del nero · c4 torre del bianco · f4 pedone del nero · h4 pedone del nero · c3 pedone del bianco · e3 re del nero · g3 torre del nero · b2 pedone del bianco · g2 pedone del bianco · h2 re del bianco | h6 pedone del nero · c4 torre del bianco · f4 pedone del nero · h4 pedone del nero · c3 pedone del bianco · e3 re del nero · g3 torre del nero · b2 pedone del bianco · g2 pedone del bianco · h2 re del bianco | h6 pedone del nero · c4 torre del bianco · f4 pedone del nero · h4 pedone del nero · c3 pedone del bianco · e3 re del nero · g3 torre del nero · b2 pedone del bianco · g2 pedone del bianco · h2 re del bianco | h6 pedone del nero · c4 torre del bianco · f4 pedone del nero · h4 pedone del nero · c3 pedone del bianco · e3 re del nero · g3 torre del nero · b2 pedone del bianco · g2 pedone del bianco · h2 re del bianco | h6 pedone del nero · c4 torre del bianco · f4 pedone del nero · h4 pedone del nero · c3 pedone del bianco · e3 re del nero · g3 torre del nero · b2 pedone del bianco · g2 pedone del bianco · h2 re del bianco | h6 pedone del nero · c4 torre del bianco · f4 pedone del nero · h4 pedone del nero · c3 pedone del bianco · e3 re del nero · g3 torre del nero · b2 pedone del bianco · g2 pedone del bianco · h2 re del bianco | h6 pedone del nero · c4 torre del bianco · f4 pedone del nero · h4 pedone del nero · c3 pedone del bianco · e3 re del nero · g3 torre del nero · b2 pedone del bianco · g2 pedone del bianco · h2 re del bianco | 5 |
| 4 | h6 pedone del nero · c4 torre del bianco · f4 pedone del nero · h4 pedone del nero · c3 pedone del bianco · e3 re del nero · g3 torre del nero · b2 pedone del bianco · g2 pedone del bianco · h2 re del bianco | h6 pedone del nero · c4 torre del bianco · f4 pedone del nero · h4 pedone del nero · c3 pedone del bianco · e3 re del nero · g3 torre del nero · b2 pedone del bianco · g2 pedone del bianco · h2 re del bianco | h6 pedone del nero · c4 torre del bianco · f4 pedone del nero · h4 pedone del nero · c3 pedone del bianco · e3 re del nero · g3 torre del nero · b2 pedone del bianco · g2 pedone del bianco · h2 re del bianco | h6 pedone del nero · c4 torre del bianco · f4 pedone del nero · h4 pedone del nero · c3 pedone del bianco · e3 re del nero · g3 torre del nero · b2 pedone del bianco · g2 pedone del bianco · h2 re del bianco | h6 pedone del nero · c4 torre del bianco · f4 pedone del nero · h4 pedone del nero · c3 pedone del bianco · e3 re del nero · g3 torre del nero · b2 pedone del bianco · g2 pedone del bianco · h2 re del bianco | h6 pedone del nero · c4 torre del bianco · f4 pedone del nero · h4 pedone del nero · c3 pedone del bianco · e3 re del nero · g3 torre del nero · b2 pedone del bianco · g2 pedone del bianco · h2 re del bianco | h6 pedone del nero · c4 torre del bianco · f4 pedone del nero · h4 pedone del nero · c3 pedone del bianco · e3 re del nero · g3 torre del nero · b2 pedone del bianco · g2 pedone del bianco · h2 re del bianco | h6 pedone del nero · c4 torre del bianco · f4 pedone del nero · h4 pedone del nero · c3 pedone del bianco · e3 re del nero · g3 torre del nero · b2 pedone del bianco · g2 pedone del bianco · h2 re del bianco | 4 |
| 3 | h6 pedone del nero · c4 torre del bianco · f4 pedone del nero · h4 pedone del nero · c3 pedone del bianco · e3 re del nero · g3 torre del nero · b2 pedone del bianco · g2 pedone del bianco · h2 re del bianco | h6 pedone del nero · c4 torre del bianco · f4 pedone del nero · h4 pedone del nero · c3 pedone del bianco · e3 re del nero · g3 torre del nero · b2 pedone del bianco · g2 pedone del bianco · h2 re del bianco | h6 pedone del nero · c4 torre del bianco · f4 pedone del nero · h4 pedone del nero · c3 pedone del bianco · e3 re del nero · g3 torre del nero · b2 pedone del bianco · g2 pedone del bianco · h2 re del bianco | h6 pedone del nero · c4 torre del bianco · f4 pedone del nero · h4 pedone del nero · c3 pedone del bianco · e3 re del nero · g3 torre del nero · b2 pedone del bianco · g2 pedone del bianco · h2 re del bianco | h6 pedone del nero · c4 torre del bianco · f4 pedone del nero · h4 pedone del nero · c3 pedone del bianco · e3 re del nero · g3 torre del nero · b2 pedone del bianco · g2 pedone del bianco · h2 re del bianco | h6 pedone del nero · c4 torre del bianco · f4 pedone del nero · h4 pedone del nero · c3 pedone del bianco · e3 re del nero · g3 torre del nero · b2 pedone del bianco · g2 pedone del bianco · h2 re del bianco | h6 pedone del nero · c4 torre del bianco · f4 pedone del nero · h4 pedone del nero · c3 pedone del bianco · e3 re del nero · g3 torre del nero · b2 pedone del bianco · g2 pedone del bianco · h2 re del bianco | h6 pedone del nero · c4 torre del bianco · f4 pedone del nero · h4 pedone del nero · c3 pedone del bianco · e3 re del nero · g3 torre del nero · b2 pedone del bianco · g2 pedone del bianco · h2 re del bianco | 3 |
| 2 | h6 pedone del nero · c4 torre del bianco · f4 pedone del nero · h4 pedone del nero · c3 pedone del bianco · e3 re del nero · g3 torre del nero · b2 pedone del bianco · g2 pedone del bianco · h2 re del bianco | h6 pedone del nero · c4 torre del bianco · f4 pedone del nero · h4 pedone del nero · c3 pedone del bianco · e3 re del nero · g3 torre del nero · b2 pedone del bianco · g2 pedone del bianco · h2 re del bianco | h6 pedone del nero · c4 torre del bianco · f4 pedone del nero · h4 pedone del nero · c3 pedone del bianco · e3 re del nero · g3 torre del nero · b2 pedone del bianco · g2 pedone del bianco · h2 re del bianco | h6 pedone del nero · c4 torre del bianco · f4 pedone del nero · h4 pedone del nero · c3 pedone del bianco · e3 re del nero · g3 torre del nero · b2 pedone del bianco · g2 pedone del bianco · h2 re del bianco | h6 pedone del nero · c4 torre del bianco · f4 pedone del nero · h4 pedone del nero · c3 pedone del bianco · e3 re del nero · g3 torre del nero · b2 pedone del bianco · g2 pedone del bianco · h2 re del bianco | h6 pedone del nero · c4 torre del bianco · f4 pedone del nero · h4 pedone del nero · c3 pedone del bianco · e3 re del nero · g3 torre del nero · b2 pedone del bianco · g2 pedone del bianco · h2 re del bianco | h6 pedone del nero · c4 torre del bianco · f4 pedone del nero · h4 pedone del nero · c3 pedone del bianco · e3 re del nero · g3 torre del nero · b2 pedone del bianco · g2 pedone del bianco · h2 re del bianco | h6 pedone del nero · c4 torre del bianco · f4 pedone del nero · h4 pedone del nero · c3 pedone del bianco · e3 re del nero · g3 torre del nero · b2 pedone del bianco · g2 pedone del bianco · h2 re del bianco | 2 |
| 1 | h6 pedone del nero · c4 torre del bianco · f4 pedone del nero · h4 pedone del nero · c3 pedone del bianco · e3 re del nero · g3 torre del nero · b2 pedone del bianco · g2 pedone del bianco · h2 re del bianco | h6 pedone del nero · c4 torre del bianco · f4 pedone del nero · h4 pedone del nero · c3 pedone del bianco · e3 re del nero · g3 torre del nero · b2 pedone del bianco · g2 pedone del bianco · h2 re del bianco | h6 pedone del nero · c4 torre del bianco · f4 pedone del nero · h4 pedone del nero · c3 pedone del bianco · e3 re del nero · g3 torre del nero · b2 pedone del bianco · g2 pedone del bianco · h2 re del bianco | h6 pedone del nero · c4 torre del bianco · f4 pedone del nero · h4 pedone del nero · c3 pedone del bianco · e3 re del nero · g3 torre del nero · b2 pedone del bianco · g2 pedone del bianco · h2 re del bianco | h6 pedone del nero · c4 torre del bianco · f4 pedone del nero · h4 pedone del nero · c3 pedone del bianco · e3 re del nero · g3 torre del nero · b2 pedone del bianco · g2 pedone del bianco · h2 re del bianco | h6 pedone del nero · c4 torre del bianco · f4 pedone del nero · h4 pedone del nero · c3 pedone del bianco · e3 re del nero · g3 torre del nero · b2 pedone del bianco · g2 pedone del bianco · h2 re del bianco | h6 pedone del nero · c4 torre del bianco · f4 pedone del nero · h4 pedone del nero · c3 pedone del bianco · e3 re del nero · g3 torre del nero · b2 pedone del bianco · g2 pedone del bianco · h2 re del bianco | h6 pedone del nero · c4 torre del bianco · f4 pedone del nero · h4 pedone del nero · c3 pedone del bianco · e3 re del nero · g3 torre del nero · b2 pedone del bianco · g2 pedone del bianco · h2 re del bianco | 1 |
|   | a | b | c | d | e | f | g | h |   |

Dopo un'apertura solida, una serie di cambi portano la partita in un finale di pezzi pesanti. Anand decide di sacrificare due pedoni (con 38.Dg3 e 44.h5 per attivare i propri pezzi e rovinare la struttura pedonale avversaria; Carlsen decide di sacrificare i propri pedoni sul lato di donna per avanzare quelli sul lato di re. Dopo 59...f4, il bianco non riesce a trovare 60.b4 (unica mossa che avrebbe conservato la parità) ma gioca 60.Ta4, permettendo al nero di creare un pedone passato sulla colonna f con 60...h3, che si rivelerà decisivo.
Partita spagnola, difesa berlinese (ECO C65)
1. e4 e5 2. Cf3 Cc6 3. Ab5 Cf6 4. d3 Ac5 5. c3 0-0 6. 0-0 Te8 7. Te1 a6 8. Aa4 b5 9. Ab3 d6 10. Ag5 Ae6 11. Cbd2 h6 12. Ah4 Axb3 13. axb3 Cb8 14. h3 Cbd7 15. Ch2 De7 16. Cdf1 Ab6 17. Ce3 De6 18. b4 a5 19. bxa5 Axa5 20. Chg4 Ab6 21. Axf6 Cxf6 22. Cxf6+ Dxf6 23. Dg4 Axe3 24. fxe3 De7 25. Tf1 c5 26. Rh2 c4 27. d4 Txa1 28. Txa1 Db7 29. Td1 Dc6 30. Df5 exd4 31. Txd4 Te5 32. Df3 Dc7 33. Rh1 De7 34. Dg4 Rh7 35. Df4 g6 36. Rh2 Rg7 37. Df3 Te6 38. Dg3 Txe4 39. Dxd6 Txe3 40. Dxe7 Txe7 41. Td5 Tb7 42. Td6 f6 43. h4 Rf7 44. h5 gxh5 45. Td5 Rg6 46. Rg3 Tb6 47. Tc5 f5 48. Rh4 Te6 49. Txb5 Te4+ 50. Rh3 Rg5 51. Tb8 h4 52. Tg8+ Rh5 53. Tf8 Tf4 54. Tc8 Tg4 55. Tf8 Tg3+ 56. Rh2 Rg5 57. Tg8+ Rf4 58. Tc8 Re3 59. Txc4 f4 60. Ta4 h3 61. gxh3 Tg6 62. c4 f3 63. Ta3+ Re2 64. b4 f2 65. Ta2+ Rf3 66. Ta3+ Rf4 67. Ta8 Tg1 0–1

### Partita 7, 18 novembre: Anand–Carlsen ½–½
Anand ripete l'apertura della partita precedente, deviando con 5.Axc6. Ulteriori semplificazioni e scambio di pezzi portano rapidamente ad una posizione pari.
Partita spagnola, difesa berlinese (ECO C65)
1. e4 e5 2. Cf3 Cc6 3. Ab5 Cf6 4. d3 Ac5 5.Axc6 dxc6 6. Cbd2 Ag4 7. h3 Ah5 8. Cf1 Cd7 9. Cg3 Axf3 10. Dxf3 g6 11. Ae3 De7 12. 0-0-0 0-0-0 13. Ce2 The8 14. Rb1 b6 15. h4 Rb7 16. h5 Axe3 17. Dxe3 Cc5 18. hxg6 hxg6 19. g3 a5 20. Th7 Th8 21. Tdh1 Txh7 22. Txh7 Df6 23. f4 Th8 24. Txh8 Dxh8 25. fxe5 Dxe5 26. Df3 f5 27. exf5 gxf5 28. c3 Ce6 29. Rc2 Cg5 30. Df2 Ce6 31. Df3 Cg5 32. Df2 Ce6 ½–½

### Partita 8, 19 novembre: Carlsen–Anand ½–½
Carlsen sceglie di aprire 1.e4, alla quale Anand risponde con la difesa berlinese; la partita rimane costantemente pari, fino ad arrivare ad una posizione completamente simmetrica. I due giocatori si accordano per la patta dopo solo 40 minuti di gioco.
Partita spagnola, difesa berlinese (ECO C65)
1. e4 e5 2. Cf3 Cc6 3. Ab5 Cf6 4. 0-0 Cxe4 5. Te1 Cd6 6. Cxe5 Ae7 7. Af1 Cxe5 8. Txe5 0-0 9. d4 Af6 10. Te1 Te8 11. c3 Txe1 12. Dxe1 Ce8 13. Af4 d5 14. Ad3 g6 15. Cd2 Cg7 16. De2 c6 17. Te1 Af5 18. Axf5 Cxf5 19. Cf3 Cg7 20. Ae5 Ce6 21. Axf6 Dxf6 22. Ce5 Te8 23. Cg4 Dd8 24. De5 Cg7 25. Dxe8+ Cxe8 26. Txe8+ Dxe8 27. Cf6+ Rf8 28. Cxe8 Rxe8 29. f4 f5 30. Rf2 b5 31. b4 Rf7 32. h3 h6 33. h4 h5 ½–½

### Partita 9, 21 novembre: Anand–Carlsen 0–1
|   | a | b | c | d | e | f | g | h |   |
| 8 | c8 alfiere del nero · d8 donna del nero · e8 cavallo del nero · f8 torre del nero · g8 re del nero · f7 pedone del nero · h7 pedone del nero · f6 pedone del bianco · g6 pedone del nero · h6 donna del bianco · d5 pedone del nero · e5 pedone del bianco · g5 pedone del bianco · c4 pedone del nero · d4 pedone del bianco · f4 torre del bianco · c3 pedone del bianco · g3 cavallo del bianco · g2 alfiere del bianco · h2 pedone del bianco · b1 donna del nero · g1 re del bianco | c8 alfiere del nero · d8 donna del nero · e8 cavallo del nero · f8 torre del nero · g8 re del nero · f7 pedone del nero · h7 pedone del nero · f6 pedone del bianco · g6 pedone del nero · h6 donna del bianco · d5 pedone del nero · e5 pedone del bianco · g5 pedone del bianco · c4 pedone del nero · d4 pedone del bianco · f4 torre del bianco · c3 pedone del bianco · g3 cavallo del bianco · g2 alfiere del bianco · h2 pedone del bianco · b1 donna del nero · g1 re del bianco | c8 alfiere del nero · d8 donna del nero · e8 cavallo del nero · f8 torre del nero · g8 re del nero · f7 pedone del nero · h7 pedone del nero · f6 pedone del bianco · g6 pedone del nero · h6 donna del bianco · d5 pedone del nero · e5 pedone del bianco · g5 pedone del bianco · c4 pedone del nero · d4 pedone del bianco · f4 torre del bianco · c3 pedone del bianco · g3 cavallo del bianco · g2 alfiere del bianco · h2 pedone del bianco · b1 donna del nero · g1 re del bianco | c8 alfiere del nero · d8 donna del nero · e8 cavallo del nero · f8 torre del nero · g8 re del nero · f7 pedone del nero · h7 pedone del nero · f6 pedone del bianco · g6 pedone del nero · h6 donna del bianco · d5 pedone del nero · e5 pedone del bianco · g5 pedone del bianco · c4 pedone del nero · d4 pedone del bianco · f4 torre del bianco · c3 pedone del bianco · g3 cavallo del bianco · g2 alfiere del bianco · h2 pedone del bianco · b1 donna del nero · g1 re del bianco | c8 alfiere del nero · d8 donna del nero · e8 cavallo del nero · f8 torre del nero · g8 re del nero · f7 pedone del nero · h7 pedone del nero · f6 pedone del bianco · g6 pedone del nero · h6 donna del bianco · d5 pedone del nero · e5 pedone del bianco · g5 pedone del bianco · c4 pedone del nero · d4 pedone del bianco · f4 torre del bianco · c3 pedone del bianco · g3 cavallo del bianco · g2 alfiere del bianco · h2 pedone del bianco · b1 donna del nero · g1 re del bianco | c8 alfiere del nero · d8 donna del nero · e8 cavallo del nero · f8 torre del nero · g8 re del nero · f7 pedone del nero · h7 pedone del nero · f6 pedone del bianco · g6 pedone del nero · h6 donna del bianco · d5 pedone del nero · e5 pedone del bianco · g5 pedone del bianco · c4 pedone del nero · d4 pedone del bianco · f4 torre del bianco · c3 pedone del bianco · g3 cavallo del bianco · g2 alfiere del bianco · h2 pedone del bianco · b1 donna del nero · g1 re del bianco | c8 alfiere del nero · d8 donna del nero · e8 cavallo del nero · f8 torre del nero · g8 re del nero · f7 pedone del nero · h7 pedone del nero · f6 pedone del bianco · g6 pedone del nero · h6 donna del bianco · d5 pedone del nero · e5 pedone del bianco · g5 pedone del bianco · c4 pedone del nero · d4 pedone del bianco · f4 torre del bianco · c3 pedone del bianco · g3 cavallo del bianco · g2 alfiere del bianco · h2 pedone del bianco · b1 donna del nero · g1 re del bianco | c8 alfiere del nero · d8 donna del nero · e8 cavallo del nero · f8 torre del nero · g8 re del nero · f7 pedone del nero · h7 pedone del nero · f6 pedone del bianco · g6 pedone del nero · h6 donna del bianco · d5 pedone del nero · e5 pedone del bianco · g5 pedone del bianco · c4 pedone del nero · d4 pedone del bianco · f4 torre del bianco · c3 pedone del bianco · g3 cavallo del bianco · g2 alfiere del bianco · h2 pedone del bianco · b1 donna del nero · g1 re del bianco | 8 |
| 7 | c8 alfiere del nero · d8 donna del nero · e8 cavallo del nero · f8 torre del nero · g8 re del nero · f7 pedone del nero · h7 pedone del nero · f6 pedone del bianco · g6 pedone del nero · h6 donna del bianco · d5 pedone del nero · e5 pedone del bianco · g5 pedone del bianco · c4 pedone del nero · d4 pedone del bianco · f4 torre del bianco · c3 pedone del bianco · g3 cavallo del bianco · g2 alfiere del bianco · h2 pedone del bianco · b1 donna del nero · g1 re del bianco | c8 alfiere del nero · d8 donna del nero · e8 cavallo del nero · f8 torre del nero · g8 re del nero · f7 pedone del nero · h7 pedone del nero · f6 pedone del bianco · g6 pedone del nero · h6 donna del bianco · d5 pedone del nero · e5 pedone del bianco · g5 pedone del bianco · c4 pedone del nero · d4 pedone del bianco · f4 torre del bianco · c3 pedone del bianco · g3 cavallo del bianco · g2 alfiere del bianco · h2 pedone del bianco · b1 donna del nero · g1 re del bianco | c8 alfiere del nero · d8 donna del nero · e8 cavallo del nero · f8 torre del nero · g8 re del nero · f7 pedone del nero · h7 pedone del nero · f6 pedone del bianco · g6 pedone del nero · h6 donna del bianco · d5 pedone del nero · e5 pedone del bianco · g5 pedone del bianco · c4 pedone del nero · d4 pedone del bianco · f4 torre del bianco · c3 pedone del bianco · g3 cavallo del bianco · g2 alfiere del bianco · h2 pedone del bianco · b1 donna del nero · g1 re del bianco | c8 alfiere del nero · d8 donna del nero · e8 cavallo del nero · f8 torre del nero · g8 re del nero · f7 pedone del nero · h7 pedone del nero · f6 pedone del bianco · g6 pedone del nero · h6 donna del bianco · d5 pedone del nero · e5 pedone del bianco · g5 pedone del bianco · c4 pedone del nero · d4 pedone del bianco · f4 torre del bianco · c3 pedone del bianco · g3 cavallo del bianco · g2 alfiere del bianco · h2 pedone del bianco · b1 donna del nero · g1 re del bianco | c8 alfiere del nero · d8 donna del nero · e8 cavallo del nero · f8 torre del nero · g8 re del nero · f7 pedone del nero · h7 pedone del nero · f6 pedone del bianco · g6 pedone del nero · h6 donna del bianco · d5 pedone del nero · e5 pedone del bianco · g5 pedone del bianco · c4 pedone del nero · d4 pedone del bianco · f4 torre del bianco · c3 pedone del bianco · g3 cavallo del bianco · g2 alfiere del bianco · h2 pedone del bianco · b1 donna del nero · g1 re del bianco | c8 alfiere del nero · d8 donna del nero · e8 cavallo del nero · f8 torre del nero · g8 re del nero · f7 pedone del nero · h7 pedone del nero · f6 pedone del bianco · g6 pedone del nero · h6 donna del bianco · d5 pedone del nero · e5 pedone del bianco · g5 pedone del bianco · c4 pedone del nero · d4 pedone del bianco · f4 torre del bianco · c3 pedone del bianco · g3 cavallo del bianco · g2 alfiere del bianco · h2 pedone del bianco · b1 donna del nero · g1 re del bianco | c8 alfiere del nero · d8 donna del nero · e8 cavallo del nero · f8 torre del nero · g8 re del nero · f7 pedone del nero · h7 pedone del nero · f6 pedone del bianco · g6 pedone del nero · h6 donna del bianco · d5 pedone del nero · e5 pedone del bianco · g5 pedone del bianco · c4 pedone del nero · d4 pedone del bianco · f4 torre del bianco · c3 pedone del bianco · g3 cavallo del bianco · g2 alfiere del bianco · h2 pedone del bianco · b1 donna del nero · g1 re del bianco | c8 alfiere del nero · d8 donna del nero · e8 cavallo del nero · f8 torre del nero · g8 re del nero · f7 pedone del nero · h7 pedone del nero · f6 pedone del bianco · g6 pedone del nero · h6 donna del bianco · d5 pedone del nero · e5 pedone del bianco · g5 pedone del bianco · c4 pedone del nero · d4 pedone del bianco · f4 torre del bianco · c3 pedone del bianco · g3 cavallo del bianco · g2 alfiere del bianco · h2 pedone del bianco · b1 donna del nero · g1 re del bianco | 7 |
| 6 | c8 alfiere del nero · d8 donna del nero · e8 cavallo del nero · f8 torre del nero · g8 re del nero · f7 pedone del nero · h7 pedone del nero · f6 pedone del bianco · g6 pedone del nero · h6 donna del bianco · d5 pedone del nero · e5 pedone del bianco · g5 pedone del bianco · c4 pedone del nero · d4 pedone del bianco · f4 torre del bianco · c3 pedone del bianco · g3 cavallo del bianco · g2 alfiere del bianco · h2 pedone del bianco · b1 donna del nero · g1 re del bianco | c8 alfiere del nero · d8 donna del nero · e8 cavallo del nero · f8 torre del nero · g8 re del nero · f7 pedone del nero · h7 pedone del nero · f6 pedone del bianco · g6 pedone del nero · h6 donna del bianco · d5 pedone del nero · e5 pedone del bianco · g5 pedone del bianco · c4 pedone del nero · d4 pedone del bianco · f4 torre del bianco · c3 pedone del bianco · g3 cavallo del bianco · g2 alfiere del bianco · h2 pedone del bianco · b1 donna del nero · g1 re del bianco | c8 alfiere del nero · d8 donna del nero · e8 cavallo del nero · f8 torre del nero · g8 re del nero · f7 pedone del nero · h7 pedone del nero · f6 pedone del bianco · g6 pedone del nero · h6 donna del bianco · d5 pedone del nero · e5 pedone del bianco · g5 pedone del bianco · c4 pedone del nero · d4 pedone del bianco · f4 torre del bianco · c3 pedone del bianco · g3 cavallo del bianco · g2 alfiere del bianco · h2 pedone del bianco · b1 donna del nero · g1 re del bianco | c8 alfiere del nero · d8 donna del nero · e8 cavallo del nero · f8 torre del nero · g8 re del nero · f7 pedone del nero · h7 pedone del nero · f6 pedone del bianco · g6 pedone del nero · h6 donna del bianco · d5 pedone del nero · e5 pedone del bianco · g5 pedone del bianco · c4 pedone del nero · d4 pedone del bianco · f4 torre del bianco · c3 pedone del bianco · g3 cavallo del bianco · g2 alfiere del bianco · h2 pedone del bianco · b1 donna del nero · g1 re del bianco | c8 alfiere del nero · d8 donna del nero · e8 cavallo del nero · f8 torre del nero · g8 re del nero · f7 pedone del nero · h7 pedone del nero · f6 pedone del bianco · g6 pedone del nero · h6 donna del bianco · d5 pedone del nero · e5 pedone del bianco · g5 pedone del bianco · c4 pedone del nero · d4 pedone del bianco · f4 torre del bianco · c3 pedone del bianco · g3 cavallo del bianco · g2 alfiere del bianco · h2 pedone del bianco · b1 donna del nero · g1 re del bianco | c8 alfiere del nero · d8 donna del nero · e8 cavallo del nero · f8 torre del nero · g8 re del nero · f7 pedone del nero · h7 pedone del nero · f6 pedone del bianco · g6 pedone del nero · h6 donna del bianco · d5 pedone del nero · e5 pedone del bianco · g5 pedone del bianco · c4 pedone del nero · d4 pedone del bianco · f4 torre del bianco · c3 pedone del bianco · g3 cavallo del bianco · g2 alfiere del bianco · h2 pedone del bianco · b1 donna del nero · g1 re del bianco | c8 alfiere del nero · d8 donna del nero · e8 cavallo del nero · f8 torre del nero · g8 re del nero · f7 pedone del nero · h7 pedone del nero · f6 pedone del bianco · g6 pedone del nero · h6 donna del bianco · d5 pedone del nero · e5 pedone del bianco · g5 pedone del bianco · c4 pedone del nero · d4 pedone del bianco · f4 torre del bianco · c3 pedone del bianco · g3 cavallo del bianco · g2 alfiere del bianco · h2 pedone del bianco · b1 donna del nero · g1 re del bianco | c8 alfiere del nero · d8 donna del nero · e8 cavallo del nero · f8 torre del nero · g8 re del nero · f7 pedone del nero · h7 pedone del nero · f6 pedone del bianco · g6 pedone del nero · h6 donna del bianco · d5 pedone del nero · e5 pedone del bianco · g5 pedone del bianco · c4 pedone del nero · d4 pedone del bianco · f4 torre del bianco · c3 pedone del bianco · g3 cavallo del bianco · g2 alfiere del bianco · h2 pedone del bianco · b1 donna del nero · g1 re del bianco | 6 |
| 5 | c8 alfiere del nero · d8 donna del nero · e8 cavallo del nero · f8 torre del nero · g8 re del nero · f7 pedone del nero · h7 pedone del nero · f6 pedone del bianco · g6 pedone del nero · h6 donna del bianco · d5 pedone del nero · e5 pedone del bianco · g5 pedone del bianco · c4 pedone del nero · d4 pedone del bianco · f4 torre del bianco · c3 pedone del bianco · g3 cavallo del bianco · g2 alfiere del bianco · h2 pedone del bianco · b1 donna del nero · g1 re del bianco | c8 alfiere del nero · d8 donna del nero · e8 cavallo del nero · f8 torre del nero · g8 re del nero · f7 pedone del nero · h7 pedone del nero · f6 pedone del bianco · g6 pedone del nero · h6 donna del bianco · d5 pedone del nero · e5 pedone del bianco · g5 pedone del bianco · c4 pedone del nero · d4 pedone del bianco · f4 torre del bianco · c3 pedone del bianco · g3 cavallo del bianco · g2 alfiere del bianco · h2 pedone del bianco · b1 donna del nero · g1 re del bianco | c8 alfiere del nero · d8 donna del nero · e8 cavallo del nero · f8 torre del nero · g8 re del nero · f7 pedone del nero · h7 pedone del nero · f6 pedone del bianco · g6 pedone del nero · h6 donna del bianco · d5 pedone del nero · e5 pedone del bianco · g5 pedone del bianco · c4 pedone del nero · d4 pedone del bianco · f4 torre del bianco · c3 pedone del bianco · g3 cavallo del bianco · g2 alfiere del bianco · h2 pedone del bianco · b1 donna del nero · g1 re del bianco | c8 alfiere del nero · d8 donna del nero · e8 cavallo del nero · f8 torre del nero · g8 re del nero · f7 pedone del nero · h7 pedone del nero · f6 pedone del bianco · g6 pedone del nero · h6 donna del bianco · d5 pedone del nero · e5 pedone del bianco · g5 pedone del bianco · c4 pedone del nero · d4 pedone del bianco · f4 torre del bianco · c3 pedone del bianco · g3 cavallo del bianco · g2 alfiere del bianco · h2 pedone del bianco · b1 donna del nero · g1 re del bianco | c8 alfiere del nero · d8 donna del nero · e8 cavallo del nero · f8 torre del nero · g8 re del nero · f7 pedone del nero · h7 pedone del nero · f6 pedone del bianco · g6 pedone del nero · h6 donna del bianco · d5 pedone del nero · e5 pedone del bianco · g5 pedone del bianco · c4 pedone del nero · d4 pedone del bianco · f4 torre del bianco · c3 pedone del bianco · g3 cavallo del bianco · g2 alfiere del bianco · h2 pedone del bianco · b1 donna del nero · g1 re del bianco | c8 alfiere del nero · d8 donna del nero · e8 cavallo del nero · f8 torre del nero · g8 re del nero · f7 pedone del nero · h7 pedone del nero · f6 pedone del bianco · g6 pedone del nero · h6 donna del bianco · d5 pedone del nero · e5 pedone del bianco · g5 pedone del bianco · c4 pedone del nero · d4 pedone del bianco · f4 torre del bianco · c3 pedone del bianco · g3 cavallo del bianco · g2 alfiere del bianco · h2 pedone del bianco · b1 donna del nero · g1 re del bianco | c8 alfiere del nero · d8 donna del nero · e8 cavallo del nero · f8 torre del nero · g8 re del nero · f7 pedone del nero · h7 pedone del nero · f6 pedone del bianco · g6 pedone del nero · h6 donna del bianco · d5 pedone del nero · e5 pedone del bianco · g5 pedone del bianco · c4 pedone del nero · d4 pedone del bianco · f4 torre del bianco · c3 pedone del bianco · g3 cavallo del bianco · g2 alfiere del bianco · h2 pedone del bianco · b1 donna del nero · g1 re del bianco | c8 alfiere del nero · d8 donna del nero · e8 cavallo del nero · f8 torre del nero · g8 re del nero · f7 pedone del nero · h7 pedone del nero · f6 pedone del bianco · g6 pedone del nero · h6 donna del bianco · d5 pedone del nero · e5 pedone del bianco · g5 pedone del bianco · c4 pedone del nero · d4 pedone del bianco · f4 torre del bianco · c3 pedone del bianco · g3 cavallo del bianco · g2 alfiere del bianco · h2 pedone del bianco · b1 donna del nero · g1 re del bianco | 5 |
| 4 | c8 alfiere del nero · d8 donna del nero · e8 cavallo del nero · f8 torre del nero · g8 re del nero · f7 pedone del nero · h7 pedone del nero · f6 pedone del bianco · g6 pedone del nero · h6 donna del bianco · d5 pedone del nero · e5 pedone del bianco · g5 pedone del bianco · c4 pedone del nero · d4 pedone del bianco · f4 torre del bianco · c3 pedone del bianco · g3 cavallo del bianco · g2 alfiere del bianco · h2 pedone del bianco · b1 donna del nero · g1 re del bianco | c8 alfiere del nero · d8 donna del nero · e8 cavallo del nero · f8 torre del nero · g8 re del nero · f7 pedone del nero · h7 pedone del nero · f6 pedone del bianco · g6 pedone del nero · h6 donna del bianco · d5 pedone del nero · e5 pedone del bianco · g5 pedone del bianco · c4 pedone del nero · d4 pedone del bianco · f4 torre del bianco · c3 pedone del bianco · g3 cavallo del bianco · g2 alfiere del bianco · h2 pedone del bianco · b1 donna del nero · g1 re del bianco | c8 alfiere del nero · d8 donna del nero · e8 cavallo del nero · f8 torre del nero · g8 re del nero · f7 pedone del nero · h7 pedone del nero · f6 pedone del bianco · g6 pedone del nero · h6 donna del bianco · d5 pedone del nero · e5 pedone del bianco · g5 pedone del bianco · c4 pedone del nero · d4 pedone del bianco · f4 torre del bianco · c3 pedone del bianco · g3 cavallo del bianco · g2 alfiere del bianco · h2 pedone del bianco · b1 donna del nero · g1 re del bianco | c8 alfiere del nero · d8 donna del nero · e8 cavallo del nero · f8 torre del nero · g8 re del nero · f7 pedone del nero · h7 pedone del nero · f6 pedone del bianco · g6 pedone del nero · h6 donna del bianco · d5 pedone del nero · e5 pedone del bianco · g5 pedone del bianco · c4 pedone del nero · d4 pedone del bianco · f4 torre del bianco · c3 pedone del bianco · g3 cavallo del bianco · g2 alfiere del bianco · h2 pedone del bianco · b1 donna del nero · g1 re del bianco | c8 alfiere del nero · d8 donna del nero · e8 cavallo del nero · f8 torre del nero · g8 re del nero · f7 pedone del nero · h7 pedone del nero · f6 pedone del bianco · g6 pedone del nero · h6 donna del bianco · d5 pedone del nero · e5 pedone del bianco · g5 pedone del bianco · c4 pedone del nero · d4 pedone del bianco · f4 torre del bianco · c3 pedone del bianco · g3 cavallo del bianco · g2 alfiere del bianco · h2 pedone del bianco · b1 donna del nero · g1 re del bianco | c8 alfiere del nero · d8 donna del nero · e8 cavallo del nero · f8 torre del nero · g8 re del nero · f7 pedone del nero · h7 pedone del nero · f6 pedone del bianco · g6 pedone del nero · h6 donna del bianco · d5 pedone del nero · e5 pedone del bianco · g5 pedone del bianco · c4 pedone del nero · d4 pedone del bianco · f4 torre del bianco · c3 pedone del bianco · g3 cavallo del bianco · g2 alfiere del bianco · h2 pedone del bianco · b1 donna del nero · g1 re del bianco | c8 alfiere del nero · d8 donna del nero · e8 cavallo del nero · f8 torre del nero · g8 re del nero · f7 pedone del nero · h7 pedone del nero · f6 pedone del bianco · g6 pedone del nero · h6 donna del bianco · d5 pedone del nero · e5 pedone del bianco · g5 pedone del bianco · c4 pedone del nero · d4 pedone del bianco · f4 torre del bianco · c3 pedone del bianco · g3 cavallo del bianco · g2 alfiere del bianco · h2 pedone del bianco · b1 donna del nero · g1 re del bianco | c8 alfiere del nero · d8 donna del nero · e8 cavallo del nero · f8 torre del nero · g8 re del nero · f7 pedone del nero · h7 pedone del nero · f6 pedone del bianco · g6 pedone del nero · h6 donna del bianco · d5 pedone del nero · e5 pedone del bianco · g5 pedone del bianco · c4 pedone del nero · d4 pedone del bianco · f4 torre del bianco · c3 pedone del bianco · g3 cavallo del bianco · g2 alfiere del bianco · h2 pedone del bianco · b1 donna del nero · g1 re del bianco | 4 |
| 3 | c8 alfiere del nero · d8 donna del nero · e8 cavallo del nero · f8 torre del nero · g8 re del nero · f7 pedone del nero · h7 pedone del nero · f6 pedone del bianco · g6 pedone del nero · h6 donna del bianco · d5 pedone del nero · e5 pedone del bianco · g5 pedone del bianco · c4 pedone del nero · d4 pedone del bianco · f4 torre del bianco · c3 pedone del bianco · g3 cavallo del bianco · g2 alfiere del bianco · h2 pedone del bianco · b1 donna del nero · g1 re del bianco | c8 alfiere del nero · d8 donna del nero · e8 cavallo del nero · f8 torre del nero · g8 re del nero · f7 pedone del nero · h7 pedone del nero · f6 pedone del bianco · g6 pedone del nero · h6 donna del bianco · d5 pedone del nero · e5 pedone del bianco · g5 pedone del bianco · c4 pedone del nero · d4 pedone del bianco · f4 torre del bianco · c3 pedone del bianco · g3 cavallo del bianco · g2 alfiere del bianco · h2 pedone del bianco · b1 donna del nero · g1 re del bianco | c8 alfiere del nero · d8 donna del nero · e8 cavallo del nero · f8 torre del nero · g8 re del nero · f7 pedone del nero · h7 pedone del nero · f6 pedone del bianco · g6 pedone del nero · h6 donna del bianco · d5 pedone del nero · e5 pedone del bianco · g5 pedone del bianco · c4 pedone del nero · d4 pedone del bianco · f4 torre del bianco · c3 pedone del bianco · g3 cavallo del bianco · g2 alfiere del bianco · h2 pedone del bianco · b1 donna del nero · g1 re del bianco | c8 alfiere del nero · d8 donna del nero · e8 cavallo del nero · f8 torre del nero · g8 re del nero · f7 pedone del nero · h7 pedone del nero · f6 pedone del bianco · g6 pedone del nero · h6 donna del bianco · d5 pedone del nero · e5 pedone del bianco · g5 pedone del bianco · c4 pedone del nero · d4 pedone del bianco · f4 torre del bianco · c3 pedone del bianco · g3 cavallo del bianco · g2 alfiere del bianco · h2 pedone del bianco · b1 donna del nero · g1 re del bianco | c8 alfiere del nero · d8 donna del nero · e8 cavallo del nero · f8 torre del nero · g8 re del nero · f7 pedone del nero · h7 pedone del nero · f6 pedone del bianco · g6 pedone del nero · h6 donna del bianco · d5 pedone del nero · e5 pedone del bianco · g5 pedone del bianco · c4 pedone del nero · d4 pedone del bianco · f4 torre del bianco · c3 pedone del bianco · g3 cavallo del bianco · g2 alfiere del bianco · h2 pedone del bianco · b1 donna del nero · g1 re del bianco | c8 alfiere del nero · d8 donna del nero · e8 cavallo del nero · f8 torre del nero · g8 re del nero · f7 pedone del nero · h7 pedone del nero · f6 pedone del bianco · g6 pedone del nero · h6 donna del bianco · d5 pedone del nero · e5 pedone del bianco · g5 pedone del bianco · c4 pedone del nero · d4 pedone del bianco · f4 torre del bianco · c3 pedone del bianco · g3 cavallo del bianco · g2 alfiere del bianco · h2 pedone del bianco · b1 donna del nero · g1 re del bianco | c8 alfiere del nero · d8 donna del nero · e8 cavallo del nero · f8 torre del nero · g8 re del nero · f7 pedone del nero · h7 pedone del nero · f6 pedone del bianco · g6 pedone del nero · h6 donna del bianco · d5 pedone del nero · e5 pedone del bianco · g5 pedone del bianco · c4 pedone del nero · d4 pedone del bianco · f4 torre del bianco · c3 pedone del bianco · g3 cavallo del bianco · g2 alfiere del bianco · h2 pedone del bianco · b1 donna del nero · g1 re del bianco | c8 alfiere del nero · d8 donna del nero · e8 cavallo del nero · f8 torre del nero · g8 re del nero · f7 pedone del nero · h7 pedone del nero · f6 pedone del bianco · g6 pedone del nero · h6 donna del bianco · d5 pedone del nero · e5 pedone del bianco · g5 pedone del bianco · c4 pedone del nero · d4 pedone del bianco · f4 torre del bianco · c3 pedone del bianco · g3 cavallo del bianco · g2 alfiere del bianco · h2 pedone del bianco · b1 donna del nero · g1 re del bianco | 3 |
| 2 | c8 alfiere del nero · d8 donna del nero · e8 cavallo del nero · f8 torre del nero · g8 re del nero · f7 pedone del nero · h7 pedone del nero · f6 pedone del bianco · g6 pedone del nero · h6 donna del bianco · d5 pedone del nero · e5 pedone del bianco · g5 pedone del bianco · c4 pedone del nero · d4 pedone del bianco · f4 torre del bianco · c3 pedone del bianco · g3 cavallo del bianco · g2 alfiere del bianco · h2 pedone del bianco · b1 donna del nero · g1 re del bianco | c8 alfiere del nero · d8 donna del nero · e8 cavallo del nero · f8 torre del nero · g8 re del nero · f7 pedone del nero · h7 pedone del nero · f6 pedone del bianco · g6 pedone del nero · h6 donna del bianco · d5 pedone del nero · e5 pedone del bianco · g5 pedone del bianco · c4 pedone del nero · d4 pedone del bianco · f4 torre del bianco · c3 pedone del bianco · g3 cavallo del bianco · g2 alfiere del bianco · h2 pedone del bianco · b1 donna del nero · g1 re del bianco | c8 alfiere del nero · d8 donna del nero · e8 cavallo del nero · f8 torre del nero · g8 re del nero · f7 pedone del nero · h7 pedone del nero · f6 pedone del bianco · g6 pedone del nero · h6 donna del bianco · d5 pedone del nero · e5 pedone del bianco · g5 pedone del bianco · c4 pedone del nero · d4 pedone del bianco · f4 torre del bianco · c3 pedone del bianco · g3 cavallo del bianco · g2 alfiere del bianco · h2 pedone del bianco · b1 donna del nero · g1 re del bianco | c8 alfiere del nero · d8 donna del nero · e8 cavallo del nero · f8 torre del nero · g8 re del nero · f7 pedone del nero · h7 pedone del nero · f6 pedone del bianco · g6 pedone del nero · h6 donna del bianco · d5 pedone del nero · e5 pedone del bianco · g5 pedone del bianco · c4 pedone del nero · d4 pedone del bianco · f4 torre del bianco · c3 pedone del bianco · g3 cavallo del bianco · g2 alfiere del bianco · h2 pedone del bianco · b1 donna del nero · g1 re del bianco | c8 alfiere del nero · d8 donna del nero · e8 cavallo del nero · f8 torre del nero · g8 re del nero · f7 pedone del nero · h7 pedone del nero · f6 pedone del bianco · g6 pedone del nero · h6 donna del bianco · d5 pedone del nero · e5 pedone del bianco · g5 pedone del bianco · c4 pedone del nero · d4 pedone del bianco · f4 torre del bianco · c3 pedone del bianco · g3 cavallo del bianco · g2 alfiere del bianco · h2 pedone del bianco · b1 donna del nero · g1 re del bianco | c8 alfiere del nero · d8 donna del nero · e8 cavallo del nero · f8 torre del nero · g8 re del nero · f7 pedone del nero · h7 pedone del nero · f6 pedone del bianco · g6 pedone del nero · h6 donna del bianco · d5 pedone del nero · e5 pedone del bianco · g5 pedone del bianco · c4 pedone del nero · d4 pedone del bianco · f4 torre del bianco · c3 pedone del bianco · g3 cavallo del bianco · g2 alfiere del bianco · h2 pedone del bianco · b1 donna del nero · g1 re del bianco | c8 alfiere del nero · d8 donna del nero · e8 cavallo del nero · f8 torre del nero · g8 re del nero · f7 pedone del nero · h7 pedone del nero · f6 pedone del bianco · g6 pedone del nero · h6 donna del bianco · d5 pedone del nero · e5 pedone del bianco · g5 pedone del bianco · c4 pedone del nero · d4 pedone del bianco · f4 torre del bianco · c3 pedone del bianco · g3 cavallo del bianco · g2 alfiere del bianco · h2 pedone del bianco · b1 donna del nero · g1 re del bianco | c8 alfiere del nero · d8 donna del nero · e8 cavallo del nero · f8 torre del nero · g8 re del nero · f7 pedone del nero · h7 pedone del nero · f6 pedone del bianco · g6 pedone del nero · h6 donna del bianco · d5 pedone del nero · e5 pedone del bianco · g5 pedone del bianco · c4 pedone del nero · d4 pedone del bianco · f4 torre del bianco · c3 pedone del bianco · g3 cavallo del bianco · g2 alfiere del bianco · h2 pedone del bianco · b1 donna del nero · g1 re del bianco | 2 |
| 1 | c8 alfiere del nero · d8 donna del nero · e8 cavallo del nero · f8 torre del nero · g8 re del nero · f7 pedone del nero · h7 pedone del nero · f6 pedone del bianco · g6 pedone del nero · h6 donna del bianco · d5 pedone del nero · e5 pedone del bianco · g5 pedone del bianco · c4 pedone del nero · d4 pedone del bianco · f4 torre del bianco · c3 pedone del bianco · g3 cavallo del bianco · g2 alfiere del bianco · h2 pedone del bianco · b1 donna del nero · g1 re del bianco | c8 alfiere del nero · d8 donna del nero · e8 cavallo del nero · f8 torre del nero · g8 re del nero · f7 pedone del nero · h7 pedone del nero · f6 pedone del bianco · g6 pedone del nero · h6 donna del bianco · d5 pedone del nero · e5 pedone del bianco · g5 pedone del bianco · c4 pedone del nero · d4 pedone del bianco · f4 torre del bianco · c3 pedone del bianco · g3 cavallo del bianco · g2 alfiere del bianco · h2 pedone del bianco · b1 donna del nero · g1 re del bianco | c8 alfiere del nero · d8 donna del nero · e8 cavallo del nero · f8 torre del nero · g8 re del nero · f7 pedone del nero · h7 pedone del nero · f6 pedone del bianco · g6 pedone del nero · h6 donna del bianco · d5 pedone del nero · e5 pedone del bianco · g5 pedone del bianco · c4 pedone del nero · d4 pedone del bianco · f4 torre del bianco · c3 pedone del bianco · g3 cavallo del bianco · g2 alfiere del bianco · h2 pedone del bianco · b1 donna del nero · g1 re del bianco | c8 alfiere del nero · d8 donna del nero · e8 cavallo del nero · f8 torre del nero · g8 re del nero · f7 pedone del nero · h7 pedone del nero · f6 pedone del bianco · g6 pedone del nero · h6 donna del bianco · d5 pedone del nero · e5 pedone del bianco · g5 pedone del bianco · c4 pedone del nero · d4 pedone del bianco · f4 torre del bianco · c3 pedone del bianco · g3 cavallo del bianco · g2 alfiere del bianco · h2 pedone del bianco · b1 donna del nero · g1 re del bianco | c8 alfiere del nero · d8 donna del nero · e8 cavallo del nero · f8 torre del nero · g8 re del nero · f7 pedone del nero · h7 pedone del nero · f6 pedone del bianco · g6 pedone del nero · h6 donna del bianco · d5 pedone del nero · e5 pedone del bianco · g5 pedone del bianco · c4 pedone del nero · d4 pedone del bianco · f4 torre del bianco · c3 pedone del bianco · g3 cavallo del bianco · g2 alfiere del bianco · h2 pedone del bianco · b1 donna del nero · g1 re del bianco | c8 alfiere del nero · d8 donna del nero · e8 cavallo del nero · f8 torre del nero · g8 re del nero · f7 pedone del nero · h7 pedone del nero · f6 pedone del bianco · g6 pedone del nero · h6 donna del bianco · d5 pedone del nero · e5 pedone del bianco · g5 pedone del bianco · c4 pedone del nero · d4 pedone del bianco · f4 torre del bianco · c3 pedone del bianco · g3 cavallo del bianco · g2 alfiere del bianco · h2 pedone del bianco · b1 donna del nero · g1 re del bianco | c8 alfiere del nero · d8 donna del nero · e8 cavallo del nero · f8 torre del nero · g8 re del nero · f7 pedone del nero · h7 pedone del nero · f6 pedone del bianco · g6 pedone del nero · h6 donna del bianco · d5 pedone del nero · e5 pedone del bianco · g5 pedone del bianco · c4 pedone del nero · d4 pedone del bianco · f4 torre del bianco · c3 pedone del bianco · g3 cavallo del bianco · g2 alfiere del bianco · h2 pedone del bianco · b1 donna del nero · g1 re del bianco | c8 alfiere del nero · d8 donna del nero · e8 cavallo del nero · f8 torre del nero · g8 re del nero · f7 pedone del nero · h7 pedone del nero · f6 pedone del bianco · g6 pedone del nero · h6 donna del bianco · d5 pedone del nero · e5 pedone del bianco · g5 pedone del bianco · c4 pedone del nero · d4 pedone del bianco · f4 torre del bianco · c3 pedone del bianco · g3 cavallo del bianco · g2 alfiere del bianco · h2 pedone del bianco · b1 donna del nero · g1 re del bianco | 1 |
|   | a | b | c | d | e | f | g | h |   |

Per la prima volta nel match, Anand apre 1.d4, rispondendo alla nimzo-indiana di Carlsen con la variante Sämisch (4.f3). Il bianco attacca in seguito sul lato di re, mentre il nero si espande sul lato di donna, difendendosi accuratamente. Dopo che il nero promuove con 27...b1=D+, Anand sbaglia con 28.Cf1 (anziché 28.Af1, che avrebbe portato ad una posizione probabilmente patta), abbandonando dopo 28...De1, in quanto dopo 29.Th4 Dxh4 30.Dxh4 il nero ha una torre in più e il bianco non può arrivare al matto.
Difesa nimzo-indiana (ECO E25)
1. d4 Cf6 2. c4 e6 3. Cc3 Ab4 4. f3 d5 5. a3 Axc3+ 6. bxc3 c5 7. cxd5 exd5 8. e3 c4 9. Ce2 Cc6 10. g4 0-0 11. Ag2 Ca5 12. 0-0 Cb3 13. Ta2 b5 14. Cg3 a5 15. g5 Ce8 16. e4 Cxc1 17. Dxc1 Ta6 18. e5 Cc7 19. f4 b4 20. axb4 axb4 21. Txa6 Cxa6 22. f5 b3 23. Df4 Cc7 24. f6 g6 25. Dh4 Ce8 26. Dh6 b2 27. Tf4 b1=D+ 28. Cf1 De1 0–1

### Partita 10, 22 novembre: Carlsen–Anand ½–½
Contro la difesa siciliana, Carlsen sceglie 3.Ab5 (evitando le linee più taglienti), guadagnando un pedone e una posizione vincente dopo l'errore 28...Dg5. Tuttavia, dopo 30.exd6 (al posto della più forte 30.Cc3), il bianco ottiene solo un finale di cavalli favorevole, che però non riesce a convertire in vittoria; la partita termina patta, facendo diventare Carlsen campione del mondo.
Difesa siciliana, variante Rossolimo (ECO B51)
1. e4 c5 2. Cf3 d6 3. Ab5+ Cd7 4. d4 cxd4 5. Dxd4 a6 6. Axd7+ Axd7 7. c4 Cf6 8. Ag5 e6 9. Cc3 Ae7 10. 0-0 Ac6 11. Dd3 0-0 12. Cd4 Tc8 13. b3 Dc7 14. Cxc6 Dxc6 15. Tac1 h6 16. Ae3 Cd7 17. Ad4 Tfd8 18. h3 Dc7 19. Tfd1 Da5 20. Dd2 Rf8 21. Db2 Rg8 22. a4 Dh5 23. Ce2 Af6 24. Tc3 Axd4 25. Txd4 De5 26. Dd2 Cf6 27. Te3 Td7 28. a5 Dg5 29. e5 Ce8 30. exd6 Tc6 31. f4 Dd8 32. Ted3 Tcxd6 33. Txd6 Txd6 34. Txd6 Dxd6 35. Dxd6 Cxd6 36. Rf2 Rf8 37. Re3 Re7 38. Rd4 Rd7 39. Rc5 Rc7 40. Cc3 Cf5 41. Ce4 Ce3 42. g3 f5 43. Cd6 g5 44. Ce8+ Rd7 45. Cf6+ Re7 46. Cg8+ Rf8 47. Cxh6 gxf4 48. gxf4 Rg7 49. Cxf5+ exf5 50. Rb6 Cg2 51. Rxb7 Cxf4 52. Rxa6 Ce6 53. Rb6 f4 54. a6 f3 55. a7 f2 56. a8=D f1=D 57. Dd5 De1 58. Dd6 De3+ 59. Ra6 Cc5+ 60. Rb5 Cxb3 61. Dc7+ Rh6 62. Db6+ Dxb6+ 63. Rxb6 Rh5 64. h4 Rxh4 65. c5 Cxc5 ½–½